# 閃電十一人 獵戶座的刻印角色列表
閃電十一人 獵戶座的刻印角色列表是LEVEL-5製作的遊戲《閃電十一人 獵戶座的刻印》以及所衍生的動畫中出現的虛擬人物列表。
《閃電十一人 獵戶座的刻印》為第一部作品的平行世界，第一部平行世界的角色的詳細資料請參見閃電十一人角色列表。《閃電十一人 獵戶座的刻印》為《閃電十一人 阿瑞斯的天秤》的第二作（第二季）。

## FFI世界賽

### 主要人物
稻森明日人　聲優：村瀨步；黃玉奇；黃積權
雷門中學，2年級，背號8號（世界代表背號：8號），位置中場（MF）（世界代表位置：MF）。生日：11月3日。
本作主角。
宿舍與剛陣鐵之助同間。
別稱「太陽眷顧的足球小子」（太陽に選ばれたサッカー小僧），擁有優越的盤球能力與強力的射門。
世界代表的成員之一。
於第1話首次上場。
於第33話和獵戶座財團派來的假爸爸一同參觀獵戶座財團的訓練設施，曾被邀請加入成為使徒，在拒絕離開時被迷昏，後來於第37話被新條琢磨所救，於第38話時歸隊。
於第46話開始懷疑新條琢磨是自己真正的父親。
於第49話和父親新條琢磨相認，並回歸伊那國中學。
必殺技（個人）：閃光飛鳥「シャイニングバード」【第10話】、閃光衝刺「イナビカリ・ダッシュ」【第16話、第18話、第26話】、日出閃電「サンライズブリッツ」【第45話】
必殺技（合作）：終極衝擊射球「ラストリゾート」（灰崎、野坂）【第24話、第27話、第46話】、北極熊2號（亞風爐、波香）【第45話】、終極衝擊射球Σ 「ラストリゾートΣ」（灰崎、野坂、一星）【第46話】
世界代表必殺技（個人）：日出閃電
世界代表必殺技（合作）：終極衝擊射球Σ（灰崎、野坂、一星）
灰崎凌兵　聲優：神谷浩史；張敦喻；李凱傑
雷門中學，1年級，背號11號（世界代表背號：11號），位置前鋒（FW）（世界代表位置：FW）。生日：5月25日。
阿瑞斯的天秤及獵戶座的刻印成為主角。
宿舍與吉良廣人同間。
別稱「足球場上的惡魔」（フィールドの悪魔）。
世界代表的成員之一。
於第1話首次上場。
在第5話與澳洲代表隊比賽期間與鬼道有人發現一星光為隊中的內奸後在第6話跟鬼道和吉良廣聯手攻擊一星。
在第13話與沙特阿拉伯代表隊比賽中場休息期間得知一星光的秘密後不再視其為敵人，並與一星光和解。
於第49話回歸星章學園。
必殺技（個人）：完美企鵝「パーフェクトペンギン」【第6話、第18話】、深海大白鯊「シャーク・ザ・ディープ」【第19話、第32話、第37話、第43話~第44話】
必殺技（合作）：神魔企鵝（吉良）【第3話、第7話、第9話、第11話、第13話、第17話】、最終保留「ラストリゾート」（稻森、野坂）【第24話、第27話、第46話】、皇帝企鵝2號「皇帝ペンギン2号」（風丸、水神矢）【第39話】、皇帝企鵝2號X巨鯊「皇帝ペンギン2号feat.シャーク」（風丸、水神矢）【第44話】、終極衝擊射球Σ 「ラストリゾートΣ」（稻森、野坂、一星）【第46話】
OverRide: 死亡粉碎領域（鬼道、不動、冰浦）【第6話~第7話】
世界代表必殺技（個人）：深海大白鯊
世界代表必殺技（合作）：終極衝擊射球Σ（稻森、野坂、一星）、皇帝企鵝2號X巨鯊（鬼道、不動）、珀爾修斯之玉（可萊里昂、一之瀨）
野坂悠馬　聲優：福山潤；吳愷笛；梁偉德
王帝月之宮中學，2年級，背號14號（世界代表背號：14號），位置中場（MF）（世界代表位置：MF）。生日：4月2日。
阿瑞斯的天秤及獵戶座的刻印成為主角。
宿舍與西蔭政也同間。
別稱「戰術的皇帝」（戦術の皇帝）。
世界代表的成員之一。
在第1話因為需要到國外接受腦瘤切除手術而需要暫時離隊，於烏茲別克戰的下半場回歸，擔任代理隊長與司令塔。
於第9話首次上場，原本打算聽從醫生建議修身不參賽，但在醫院看見同樣為病所苦的雨宮太陽對足球的熱情後，決心要回到閃電日本隊踢球。
在第12話與沙特阿拉伯代表隊比賽期間讓一星光作出選擇，成功令一星光覺醒。在第13話賽後以作為戰術的皇帝的參謀為理由將打算離開的一星光挽留。
於第20話在豪炎寺修也歸隊後得知其腳傷還未完全傷癮而建議豪炎寺讓閃電日本隊其中三人繼承其的「最終保留」。
當圓堂守不在於場上時，將會以代理隊長的身份比賽。
於第49話回歸王帝月之宮中學。
必殺技（個人）：月光丸・燕返「月光丸・燕返し」【第9話】、空中行者「スカイウォーク」【第35話】
必殺技（合作）：最終保留「ラストリゾート」（稻森、灰崎）【第24話、第27話、第46話】、最終保留Σ 「ラストリゾートΣ」（稻森、灰崎、一星）【第46話】
世界代表必殺技（個人）：月光丸•燕返
世界代表必殺技（合作）：最終保留Σ（稻森、灰崎、一星）
一星光　聲優：大町知廣／弘松芹香（幼少時）；吳愷笛／黃玉奇（幼少時）；胡家豪／許盈→鄭麗麗（幼少時）
俄羅斯青少年隊，1年級，背號13號（世界代表背號：13號），位置中場（MF）（世界代表位置：MF）。生日：1月23日。
宿舍與岩戶高志同間。
別稱「青之一等星」（青き一等星）。
世界代表的成員之一。
於第5話首次上場。
獵戶座財團派出來的間諜，故事一開始以兄長的名字「一星充」活動，後脫離獵戶座財團並改回自己真正的名字「一星光」。
小學三年級遭遇連環車禍，父親與兄長一星充都因此去世，無法承受如此打擊的一星光產生了雙重人格，在醫院留醫時為憧憬著哥哥的弟弟（自己）一星光的人格，在醫院外時為已故兄長一星充的人格並以為弟弟需要大筆醫療費動手術而聽命獵戶座財團行事。「刻印」位於左腳腳踝。
車禍發生後被從日本送至俄羅斯獵戶座財團旗下的教養機構收容，其生活與一般的足球留學生不同且幾乎是與外界封閉的。與俄羅斯隊長弗洛伊・基爾加南為舊相識。
在「充」人格時期平時表現出溫和有禮的模樣，實際上卻是個為了完成組織命令不擇手段的人。身體能力有一定的水準，不但在第7話連續躲過灰崎的拳頭，在第8話時甚至擁有一人輕鬆放倒四個混混的實力。因無法接受自己為了弟弟背叛足球的行為而假裝自己是惡人活下去，但被野坂悠馬識破並從心靈上被拯救了。
亞洲區預賽對戰韓國代表隊賽前在選手席上自言自語表示日本隊將敗給韓國代表隊，由於韓國代表隊的獵戶座使徒白錫宇並沒有完成任務，於是決定要在下一個從隊伍裡消失的人是圓堂守。在第4話試圖用暗器對圓堂下手但被鬼道有人識破阻止，也試圖挑撥吉良廣與灰崎凌兵的關係但被不動明王識破，以及用無意義的訓練設施消耗稻森明日人等人的體力等手段，企圖瓦解日本閃電十一人。
第5話與澳洲代表隊比賽期間被鬼道、灰崎發現為隊中的間諜後，被鬼道，灰崎和吉良三人聯手攻擊，最後因為被鬼道的話語刺激而決定不會饒恕鬼道，並在第7話賽後透過獵戶座財團陷害鬼道使其失去日本代表隊資格（第10話與烏茲別克代表隊比賽後也用同樣的手法用在野坂悠馬身上，但被野坂暗中把藥盒裡面的興奮劑換成彩虹糖）。
第12話與沙特阿拉伯代表隊比賽期間被作出背叛獵戶座財團的選擇後在第13話被隊友們得知自己有雙重人格的秘密，最終成功統合人格後同時擁有了充的身體素質以及光的分析能力（小時候光曾說自己的體力遠不及兄長，而後自己靠著難以想像的努力逐漸追上哥哥，但實際上充是早熟型、而光是大器晚成型的選手），並且恢復了一星光的身份展現過人的球技，協助日本獲勝。賽後決定離開代表隊，但被野坂招攬成為戰術皇帝的參謀，並與灰崎和吉良和解。
第19話與野坂悠馬成功使出必殺戰術「將軍令」並助攻不動明王射門得分，第20話在亞洲區預賽結束後與歸隊的鬼道和解。
第21話和俄羅斯代表隊隊長弗洛伊・基爾加南通電話並告知自己改名為一星光，第22話的回憶裡曾向趙金雲提出退隊但被挽留。第24話在閃電日本隊觀光時和弗洛伊私下見面且被弗洛伊知道其身份的秘密以及背叛獵戶座財團的行為，但弗洛伊表示兩人的關係不會因此有任何改變。
第26話與西班牙代表隊交戰時與野坂使出戰術「雙重與三角」應對西班牙的體能優勢，並且觀察出守門員阿隆索・斐濟安諾是以射門者的眼神預測球的來向，並以將軍指示吹雪敦也在剛陣鐵之助作勢使出烈焰檸檬汁時使用擊熊必殺·斬射門得分。
於第38話得知是新條琢磨為了要救一星光，故意把他加入日本隊。
於第40話跟弗洛伊前往獵戶座大本營找弗洛伊哥哥貝爾納多・基爾加南確認法國食物中毒是不是他做的，後來得知是獵戶座財團的幕後黑手搞的鬼。
於第44話表示稻森明日人、灰崎凌兵與野坂悠馬的「最終保留」缺少了一些東西。
於第46話發現小僧丸佐助使用左腳踢出最終保留，但灰崎使用右腳，並提出讓自己加入，且成功與3人踢出「最終保留Σ」。
於第49話歸化日本並且加入王帝月之宮中學。
角色設計上為了配合阿瑞斯天秤的三大主人公的形象而使用藍色作為印象色，背號則是向來被認為不祥的數字「13」，有致敬圓桌騎士中能坐上災厄之席的加拉哈德的涵義。
必殺技（個人）：藍色星塵「ブルー・スターダスト」【第36話、第45話、第47話】
必殺技（合作）：最終保留Σ 「ラストリゾートΣ」（稻森、灰崎、野坂）【第46話】
世界代表必殺技（個人）：行星破壞
世界代表必殺技（合作）：最終保留Σ（灰崎、野坂、稻森）

### FFI世界賽

#### 日本代表 「閃電日本(イナズマジャパン)」
隊伍經歷
世界大賽A組，反獵戶座財團勢力，亞洲預賽冠軍，世界大賽冠軍。

#### 亞洲預賽篇
在亞洲預賽時，在第1話趙金雲邀請西班牙代表隊隊長可萊里昂・奧帆進行練習，結果在場的十八名成員都被可萊里昂以一人之力擊敗。到比賽前夜遇到自稱「無敵原富士丸」的少年向日本隊的成員挑戰，結果被少年輕鬆打敗。到了第一場比賽以3-2戰勝韓國隊。於第4話在買東西時發現無敵原富士丸在附近並再次挑戰，結果又被打敗。到了第二場以5-4險勝澳洲隊。第三場以4-2戰勝烏茲別克隊，在第10話烏茲別克戰後從趙金雲口中得知FFI大賽是由獵戶座財團在背後操作。在第11話與沙特阿拉伯戰前，獵戶座財團在日本隊的巴士上動了手腳，後來野坂悠馬暗中解決沒有發生。在第11話至第13話於亞洲準決賽以2-0險勝沙特阿拉伯。在第14話沙特阿拉伯戰後，世界足球月刊的記者紀村陽介前來採訪日本隊。在第15話冰浦貴利名發現無敵原富士丸的真實身份是中國代表的李子文（本名是李浩）並且說出他在中國的過去，在第17話在中國戰前，趙金雲假裝受傷暫時離開日本隊，實際上是去中國代表當領隊，最後到了亞洲決賽以3-2戰勝中國隊，李子文也決定要和趙金雲留在日本隊。在第20話亞洲預賽結束後舉行前往世界的慶功宴，被分配到世界大賽A組得知第一場是和西班牙比賽，在第21話日本全隊員各自回到學校隊伍上向他們告別，並且離開日本前往俄羅斯。

#### 世界組隊大賽篇
在世界組隊大賽時，在第22話剛到達俄羅斯不久就碰上世界大賽A組的全部隊伍－西班牙隊、美國隊、俄羅斯隊，西班牙、美國兩隊都是反獵戶座財團勢力，而俄羅斯隊屬於獵戶座財團的大本營，但俄羅斯代表隊隊長弗洛伊・基爾加南宣稱是俄羅斯隊都是反獵戶座勢力。在第23話回想之前由圓堂守所率領原雷門隊伍以0-13輸給由西班牙代表隊隊長可萊里昂・奧帆所率領的巴塞隆拿之珠隊伍，於是在第24話進行嚴厲特訓，同時從趙金雲得知將來會有五個追加隊員陸續加入，後來全部隊員從新教練析谷共有得知幕後有人向外部洩漏隊伍機密，到了世界大賽A組第一場與西班牙隊伍的比賽以3-3平局，在第27話與西班牙比賽剛結束後吹雪厚也得知哥哥吹雪士郎是洩漏隊伍機密的幕後叛徒。在第28話明日人、灰崎和野阪跟隨圓堂和豪炎寺前往美國代表隊所在的地點偵查，圓堂從曾經是雷門足球隊中場的一之瀨一哉口中得知美國以2-1戰勝俄羅斯，以積分來看目前美國隊是最高，在偵查中突然出現海軍藏青隊隊伍，並且以必殺戰術取下星光獨角獸的代表權，後來在第29話回到日本宿舍告訴大家海軍藏青隊的全部成員都是獵戶座財團的使徒，到了世界大賽A組第二場以4-3戰勝海軍藏青隊。在第33話全部隊員觀看俄羅斯與西班牙的比賽，驚訝的看到西班牙以0-6遭受到慘敗，後來經過分析後得知當初俄羅斯與美國的比賽是俄羅斯故意放水輸掉比賽，在此同時稻森明日人獨自一人前往獵戶座財團本部調查真相，後來被獵戶座財團綁架，到了世界大賽A組最後一場與俄羅斯隊伍的比賽，所有隊員在第37話比賽中意外看到明日人以俄羅斯代表隊成員的身份出現在場地，令大家情緒受到影響，最後日本以2-3戰敗，以積分來看俄羅斯是以第一名晉級，後來在第38話得知那個隊員並不是明日人，到了最後，西班牙與美國比賽由西班牙以2-1戰勝美國，幫助日本以積分第二名晉級。

#### 世界決勝錦標賽篇
在世界決勝錦標賽時，在第39話與法國代表隊比賽前，法國隊就發生了食物中毒的意外，導致日本隊不戰而勝，日本隊覺得法國隊的集體中毒是獵戶座財團在背後搞鬼，因此前往醫院調查法國隊食物中毒事件，結果發現法國隊食物中毒是獵戶座財團的幕後黑手搞鬼。在第40話中，一星光從獵戶座財團理事長貝爾納多·基爾加南口中得知下一場巴西代表隊全部成員都是獵戶座財團的使徒。後來在第43話與巴西比賽中的下半場使出假犯規動作讓巴西隊清醒，最後以4-3戰勝巴西。第44話得知獵戶座財團的最大幕後黑手並非貝爾納多，而是其母親伊莉娜·基爾加南。在與意大利代表隊的比賽中，野坂悠馬打算要使出激烈手段比賽，但明日人拒絕堅持要踢出堂堂正正的比賽。野坂最終被明日人說服，不使出激烈手段。後來在第46話雖然最終以2-3敗給意大利代表隊，但因意大利代表隊的全部球員過度使用強化護具而倒下，最後不得不提出棄權，讓日本隊獲勝。到了第47話的最終決賽再次與俄羅斯比賽，比賽期間俄羅斯代表全員被伊莉娜洗腦控制，後來圓堂對大家講一句:「來踢足球吧！」，讓俄羅斯全員清醒，並踢出一場堂堂正正的比賽，在這時，吹雪士郎與新條琢磨成功潛入獵戶座財團內部，並準備逮捕伊莉娜，但逮捕失敗。在第48話時與俄羅斯代表的比賽，雖然以1-1平手，但遭伊莉娜中斷，而且伊琳娜綁架了吹雪士郎、新條與斯科里奧·帕提卡，並告訴弗洛伊與貝爾納多自己的過去後，派出了獵戶座財團代表「獵戶座之影」，並與趙金雲選出的世界代表「趙金雲隊」（趙金雲自己取的）比賽。關於趙金雲隊請參考獵戶座的刻印 最終決戰。於第49話最終決戰後與俄羅斯隊重新比賽，雖然比數未知，在片尾曲中得知獲勝，並且拿到世界大賽冠軍，之後所有成員回到日本，並且各自回歸到學校的隊伍。最後在FF全國賽開幕時，與稻森明日人所率領的伊那國中學及圓堂守所率領的雷門中學進行一場表演賽，但比賽過程尚未開放。

#### 必殺戰術
- 柔與剛「柔と剛」【第2話、第5話】
- 天使長袍「エンジェルローブ」【第2話】
- 王者指揮棒「王者のタクト」【第9話】
- 奧米迦座標ver2.0「グリッドオメガver2.0」【第9話】
- 將軍「ザ・ジェネラル」【第19話、第26話】
- 足球機戰法「サッカー盤戦法」【第41話】
- 地雷原「地雷原」【第41話】

#### 成員
圓堂 守　聲優：竹內順子；邱佩轝；伍秀霞
利根川東泉，3年級，背號1號（世界代表背號：1號），位置守門員（GK）（世界代表位置：GK）。生日：8月22日。
閃電日本隊的隊長。
自己一間宿舍。
別稱「傳說的守門員」（伝説のゴールキーパー）。
世界代表的成員之一。
於第1話首次上場。
在第8話與烏茲別克代表隊比賽前被警察帶回問話而無法參賽。
於第10話在烏茲別克戰結束後離開警局，受世界足球月刊的記者紀村陽介邀約喝咖啡，並從紀村陽介口中得知了關於一星的真相，並回到合宿處告知隊友一切。
在第23話回想在雷門中學以0-13慘敗給西班牙少年聯盟優勝隊巴塞隆拿之珠隊伍之後，到了第24話進行嚴厲特訓。在第25話的回憶中得知在當任利根川東泉的強化委員期間，為了要擋下可萊里昂的「鑽石之光」，以「黃金神掌」的必殺技進行危險特訓，最後在第25話與西班牙的比賽期間成功使出「鑽石之手」的必殺技擋下。
在第47話中，當俄羅斯全員都被伊琳娜洗腦控制時，對大家講一句「來踢足球吧！」，讓俄羅斯全員都清醒。
於第49話回歸雷門中學。
必殺技（個人）：風神·雷神【第1話~第3話、第5話~第6話、第12話】、風神·雷神·鬼神【第7話、第13話、第17話】、超級黃金神掌「スーパーゴッドハンド」【第25話】、鑽石之手「ダイヤモンドハンド」【第25話、第30話~第32話、第39話、第47話】、鑽石之臂「ダイヤモンドアーム」【第26話、第47話】、鑽石之拳「ダイヤモンドパンチ」【第26話、第43話、第46話】
OverRide: 阿修羅「ザ・アシュラ」（西蔭、砂木沼）【第17話~第19話】
世界代表必殺技（個人）：鑽石之手、超級百萬頓頭槌
世界代表必殺技（合作）：友情的黃金神掌（亞風爐、不動、魯斯、李浩）、閃電爆破CG（豪炎寺、鬼道）
鬼道有人　聲優：吉野裕行；張敦喻；張預東
星章學園，3年級，背號5號（世界代表背號：5號），位置中場（MF）（世界代表位置：MF）。生日：4月14日。
宿舍與豪炎寺修也同間。
別稱「球場的絕對指導者」（ピッチの絶対指導者）。
世界代表的成員之一。
於第1話首次上場。
在第2話至第3話與韓國代表隊比賽期間已經察覺到世界大賽的異常，在比賽結束後開始暗中留意一星光的行動。
在第5話與澳洲代表隊比賽期間與灰崎發現一星光為隊中的內奸，加上不能饒恕一星光聯合敵人傷害豪炎寺跟圓堂的行為，於是在第6話裏跟灰崎和吉良聯手圍攻一星，要把他給除掉。
在第7話與澳洲代表隊比賽後被一星透過獵戶座財團陷害而失去日本代表隊成員的資格。
第20話在亞洲區預選賽結束後與豪炎寺一同歸隊，並與一星和解。
在第21話向圓堂和豪炎寺說出隊中已經有野阪和一星負責分析對手的角色，所以即使自己不在隊裏也沒有影響。但為了提升日本隊的實力，令日本隊的實力能達到世界級的水平以提升競爭力及對抗獵戶座財團，決定與久遠監督留在日本尋找候補成員，不去俄羅斯參加世界大賽。
於第48話回歸，並成為世界代表的成員之一。
於第49話回歸雷門中學。
必殺技（個人）：超量企鵝【第5話】
OverRide:死亡粉碎領域（灰崎、不動、冰浦）【第6話~第7話】
世界代表必殺技（合作）：皇帝企鵝2號X巨鯊（不動、灰崎）、閃電爆破CG（圓堂、豪炎寺）
豪炎寺修也　聲優：野島裕史；宋昱璁；曹啟謙
木戶川清修，3年級，背號10號（世界代表背號：10號），位置前鋒（FW）（世界代表位置：FW）。生日：5月30日。
宿舍與鬼道有人同間。
在雷門中學時別稱「傳說的王牌前鋒」（伝説のエースストライカー）。
現在別稱「火焰的王牌前鋒」（炎のエースストライカー）。
世界代表的成員之一。
於第1話首次上場。
是西班牙代表隊隊長可萊里昂・奧帆口中，擁有世界級必殺技的選手，灰崎表示必殺技的力量是他的完美企鵝的十倍。
在第2話的上半場與韓國代表隊赤紅野牛比賽期間左腿膝蓋因對方的粗暴與犯規行為而受傷，賽後被醫生告知需要一段時間康復而暫時離隊。
第20話在亞洲區預賽結束後與鬼道一同歸隊，但由於腳傷還未完全傷癒而接受野阪的意見，讓日本閃電十一人隊其中三人繼承「最終保留」。
於第46話再次出場比賽。
於第49話回歸雷門中學。
必殺技（個人）：終極動力衝擊射球【第2話~第3話】、烈焰龍捲射球「ファイアトルネード」【第46話】
世界代表必殺技（個人）：終極動力衝擊射球
世界代表必殺技（合作）：閃電爆破CG（圓堂、鬼道）
風丸一郎太　聲優：西墻由香；吳愷笛；關令翹
帝國學園，3年級，背號6號（世界代表背號：6號），位置後衛（DF）（世界代表位置：DF）。生日：2月1日。
宿舍與基山達也同間。
別稱「蒼藍的疾風」（蒼き疾風）。
世界代表的成員之一。
於第1話首次上場。
在第11話中受野坂悠馬所託進行特別的任務。
於第49話回歸雷門中學。
必殺技（個人）：回旋藩籬【第2話、第35話、第44話】
必殺技（合作）: 皇帝企鵝2號「皇帝ペンギン2号」（灰崎、水神矢）【第39話】、皇帝企鵝2號X巨鯊「皇帝ペンギン2号feat.シャーク」（灰崎、水神矢）【第44話】
坂野上昇　聲優：高橋李依；張雅婕；黃昕瑜
利根川東泉，1年級，背號2號，位置後衛（DF）。生日：6月8日。
宿舍與萬作雄一郎同間。
別稱「奇蹟的自由人」（ミラクルリベロ）。
於第5話首次上場。
於第30話因地雷原受傷離場，由灰崎代替上場。
於第49話接替圓堂成為利根川東泉的守門員。
必殺技（個人）：冰之箭【第6話】
不動明王　聲優：梶裕貴；宋昱璁；李致林
帝國學園，3年級，背號3號（世界代表背號：3號），位置中場（MF）（世界代表位置：MF）。生日：2月8日。
宿舍與砂木沼治同間。
別稱「孤高的反叛兒」（孤高の反逆児）。
世界代表的成員之一。
於第1話首次上場。
在第4話看穿了一星光的陰謀，並且調侃他。
於第30話因地雷原受傷離場，由剛陣鐵之助代替上場。
在第35話得知右腳因受傷而需要離隊，返回日本接受治療。
於第48話回歸，並成為世界代表的成員之一。
於第49話回歸帝國學園。
必殺技（個人）：極限馬戲團【第6話、第19話、第30話】
OverRide: 死亡粉碎領域（鬼道、灰崎、冰浦）【第6話~第7話】
世界代表必殺技（合作）：皇帝企鵝2號X巨鯊（灰崎、鬼道）、友情的黃金神掌（圓堂、亞風爐、魯斯、李浩）
吹雪士郎　聲優：宮野真守；宋昱璁；陸惠玲
白戀中學，3年級，背號4號，位置後衛（DF）。生日：12月22日。
宿舍與冰浦貴利名同間。
別稱「雪原的王子」（雪原のプリンス）。
於第1話首次上場。
在第11話中受野坂悠馬所託進行特別的任務。
在第25話中與西班牙一戰裏為了攻下第一分穩定軍心而要求弟弟厚也一起踢出必殺技「冰結永恆之槍」，使腳負荷過度，因傷退場。
在第27話中被厚也確定為洩漏日本閃電十一人成員資料的叛徒，實際上是傳送情報給獵戶座反抗軍。第32話至第33話被新條琢磨要求加入獵戶座財團成為使徒及被告知獵戶座財團的真相，實際上是加入新條琢磨率領的獵戶座反抗軍。
於第47話與新條琢磨潛入獵戶座財團內部。
於第48話與新條琢磨和斯科里奧·帕提卡被伊琳娜·基爾加南綁架。
於第49話最終決賽後歸隊，並回歸白戀中學。
必殺技（個人）：冰天雪地【第2話、第5話、第25話】
必殺技（合作）：冰結永恆之槍「氷結のグングニル」（厚也）【第25話】
冰浦貴利名　聲優：齊藤壯馬；劉子弘；黃玉娟
雷門中學，2年級，背號7號，位置中場（MF）。生日：2月14日。
宿舍與吹雪士郎同間。
別稱「冰之微笑」（氷の微笑）。
於第1話首次上場。
於第15話揭穿李子文的真實身份是無敵原富士丸。
於第30話因地雷原受傷離場，由萬作雄一郎代替上場。
於第49話回歸伊那國中學。
必殺技（個人）：冰之槍【第6話、第36話】
OverRide: 死亡粉碎領域（鬼道、灰崎、不動）【第6話~第7話】
吉良浩人　聲優：增田俊樹；吳愷笛；陳灝瑋
永世學園，2年級，背號9號，位置前锋（FW）。生日：1月2日。
宿舍與灰崎凌兵同間。
別稱「神之射手」（ゴッドストライカー）。
於第3話首次上場。
在第6話與澳大利亞代表隊下半場比賽開始前被鬼道和灰崎告知一星為隊中的內奸後決定跟鬼道和灰崎聯手攻擊一星。
在第13話與沙特阿拉伯代表隊比賽中場休息期間得知一星的秘密後不再視其為敵人，甚至提出由自己父親提供金錢協助一星醫治。
在第31話的回憶中，在與美國一戰前與亞風爐、岩戶去遊樂園，並學會了新必殺技「GGG線上的詠嘆調」。
於第49話回歸永世學園。
必殺技（個人）：大爆炸【第3話、第6話、第12話、第18話】
必殺技（合作）：神魔企鵝（灰崎）【第3話、第7話、第9話、第11話、第17話】、GGG線上的詠嘆調「GGG線上のアリア」（岩戶、亞風爐）【第31話~第32話】、宇宙衝擊波「コズミックブラスター」（基山）【第41話~第42話】
剛陣鐵之助　聲優：武內駿輔；鄒韋；陳耀楠、李鎮然（代配）
雷門中學，3年級，背號12號，位置前鋒（FW）。生日：9月24日。
宿舍與稻森明日人同間。
別稱「努力的熱血前鋒」（努力の熱血フォワード）。
閃電日本隊的秘密武器。
於第18話首次上場，並使用新必殺技「{烈焰}-檸檬汁•上昇」成功為日本隊扳回1分。
於第49話回歸伊那國中學。
必殺技（個人）:烈焰檸檬汁「ファイアレモネード」【第18話】、烈焰檸檬汁•上昇「ファイアレモネード・ライジング」【第18話、第26話、第43話、第47話】。
基山辰也　聲優：水島大宙；劉子弘；雷碧娜
永世學園，2年級，背號15號，位置中場/後衛（MF/DF）。生日：9月16日。
宿舍與風丸一郎太同間。
別稱「永世的貴公子」（永世の貴公子）。
於第1話首次上場。
於第29話亞風爐照美的小遊戲中被析谷共有向趙金雲推薦可以在後場指揮全場的能力，因此於第30話開始轉為後衛。
於第49話回歸永世學園。
必殺技（合作）: 鐮倉維度「KAMAKURAD」（西蔭、水神矢）【第41話】、宇宙衝擊波「コズミックブラスター」（吉良）【第41話~第42話】
亞風爐照美　聲優：三瓶由布子；張雅婕；劉奕希
世宇子中學，3年級，背號16號（世界代表背號：16號），位置前鋒（FW）（世界代表位置：FW）。生日：5月17日。
別稱「天空的支配者」（天空の支配者）。
世界代表的成員之一。
亞洲區預賽後加入的後補成員之一。
參考世界代表「趙金雲s」
於第29話加入隊伍。
於第30話首次上場。
在第31話的回憶中，在與美國一戰前與吉良廣、岩戶高志去遊樂園，並學會了新必殺技「GGG線上的詠嘆調」。
於第46話因奧米迦座標受傷離場，由豪炎寺修也代替上場。
於第49話回歸世宇子中學。
必殺技（個人）：神諭衝擊「ゴッドノウズ．インパクト」【第30話~第32話】、天堂之時「ヘブンズタイム」【第30話~第31話】
必殺技（合作）：GGG線上的詠嘆調「GGG線上のアリア」（岩戶、吉良）【第31話~第32話】、北極熊2號（稻森、紀香）【第45話】
世界代表必殺技（合作）：友情的黃金神掌（圓堂、不動、魯斯、李浩）
岩戶高志　聲優：三宅健太；宋昱璁；黃啟昌
雷門中學，2年級，背號17號，位置後衛（DF）。生日：3月3日。
宿舍與一星光同間。
別稱「防衛塔」（防衛タワー）。
於第8話首次上場。
於第31話的回憶中，在與美國一戰前與亞風爐、廣去遊樂園，並學會了新必殺技「GGG線上的詠嘆調」。
於第49話回歸伊那國中學。
必殺技（個人）：銅牆鐵壁【第11話、第31話】
必殺技（合作）：GGG線上的詠嘆調「GGG線上のアリア」（亞風爐、吉良）【第31話~第32話】
萬作雄一郎　聲優：櫻井孝宏；宋昱璁；張方正
雷門中學，2年級，背號18號，位置後衛（DF）。生日：11月1日。
宿舍與坂野上昇同間。
別稱「神行的自由人」（俊足リベロ）。
於第1話首次上場。
於第49話回歸伊那國中學。
必殺技（個人）：火花之風【第2話、第11話】
砂木沼治　聲優：疋田高志；鄒韋；劉奕希
永世學園，3年級，背號19號，位置守門員/後衛/中場（GK/DF/MF）。生日：9月10日。
宿舍與不動明王同間。
別稱「熱血的逆境守護者」（熱き逆境キーパー）。
於第17話首次上場。
於第17~19話時以後衛上場。
於第32話的回憶中聽了基山辰也的話後，因此決定在第34話拜托趙金雲讓他擔任除了守門員的位置，因此於第35話開始轉為中場。
於第46話因奧米迦座標受傷離場，由小僧丸佐助代替上場。
於第49話回歸永世學園。
必殺技（個人）：鑽頭毀滅者「ドリルスマッシャー」【第17話】
OverRide: 阿修羅「ザ・アシュラ」（圓堂、西蔭）【第17話~第19話】
西蔭政也　聲優：鈴村健一；鄒韋；李安邦
王帝月之宮中學，2年級，背號20號，位置守門員/後衛（GK/DF）。生日：2月10日。
宿舍與野坂悠馬同間。
別稱「冷靜的守護神」（静かなる守護神）。
在第4話答應鬼道有人的託付盯緊一星光。
在第8話向鬼道報告自己調查一星的事情的調查結果，並說自己對一星偶爾會溜出宿舍，然後行蹤不明這種引人懷疑、又非要做的行動感到費解。
於第8話首次上場。
於第17話至第19話時以後衛上場。
在第41話時被對手的釘鞋踢到手受傷，並於第43話被趙金雲發現手受傷，由圓堂代替上場。
於第49話回歸王帝月之宮中學。
必殺技（個人）：王家之盾【第8話、第17話】、阿提密斯之戒「アルテミスリング」【第9話、第42話】
必殺技（合作）: 鐮倉維度「KAMAKURAD」（基山、水神矢）【第41話】
OverRide: 阿修羅「ザ・アシュラ」（圓堂、砂木沼）【第17話~第19話】
小僧丸佐助　聲優：梶裕貴；張敦喻；林丹鳳
雷門中學，2年級，背號21號，位置前鋒（FW）。生日：7月14日。
別稱「小胖王牌射手」（おデブなエースストライカー）。
亞洲區預賽後加入的後補成員之一。
可變身為超級狂野人型態。
於第34話加入隊伍。且變瘦與長高。
於第35話首次上場。
在第37話與俄羅斯代表隊比賽過程中，因為不想大家因為阿斯而影響情緒，於是用球狠狠地踢了阿斯的頭，因此被罰紅牌一張。
於第44話也在特訓終極動力衝擊射球，並表示能繼承終極動力衝擊射球的只有自己，並於第46話完成終極動力衝擊射球。
於第49話回歸伊那國中學。
必殺技（個人）：烈焰龍捲射球「ファイアトルネード」【第34話】、颱風之巔「オーバーサイクロン」【第35話~第36話、第39話】、終極動力衝擊射球「ラストリゾート」【第46話】
吹雪厚也　聲優：宮野真守；劉子弘；陸惠玲
白戀中學，2年級，背號22號，位置前鋒（FW）。生日：2月22日。
別稱「熊之殺手厚也」（熊殺しのアツヤ）。
亞洲區預賽後加入的後補成員之一。
於第24話加入隊伍。
於第25話首次上場。
於第27話得知哥哥吹雪士郎是叛徒。
於第49話回歸白戀中學。
必殺技（個人）：必殺·熊之殺手·斬【第25話~第27話、第43話】
必殺技（合作）：冰結永恆之槍「氷結のグングニル」（士郎）【第25話】
海腹波香　聲優：茅野愛衣；黃玉奇；羅孔柔
雷門中學，2年級，背號23號，位置守門員（GK）。生日：6月1日。
別稱「治愈系守門員」（癒し系ゴールキーパー）。
亞洲區預賽後加入的後補成員之一。
於第34話加入隊伍。且剪了頭髮。
於第35話首次上場。
於第46話因奧米迦座標受傷離場，由圓堂守代替上場。
於第49話回歸伊那國中學。
必殺技（個人）：美人魚的面紗「マーメイドヴェール」【第35話】、魔神的浪潮「マジン・ザ・ウェイブ」【第35話~第37話、第44話~第45話】
必殺技（合作）：北極熊2號（亞風爐、明日人）【第45話】
水神矢成龍　聲優：櫻井孝宏；吳愷笛；袁淑珍
星章學園，2年級，背號24號，位置後衛(DF)。生日：2月2日。
別稱「外冷內熱的隊長」（クールな熱血キャプテン）。
亞洲區預賽後加入的後補成員之一。
於第39話加入隊伍。
於第41話首次上場。
在第42話和第43話提出日本隊使出假犯規手段，讓巴西隊知道獵戶座財團的方式是錯的。
於第49話回歸星章學園。
必殺技（個人）:五角星領域「ゾーン・オブ・ペンタグラム」【第41話】
必殺技(合作)：皇帝企鵝2號「皇帝ペンギン2号  」(灰崎、風丸)【第39話】、鐮倉維度「KAMAKURAD」（基山、西蔭）【第41話】、皇帝企鵝2號X巨鯊「皇帝ペンギン2号feat.シャーク」（灰崎、風丸）【第44話】
大谷筑紫　聲優：藤田茜；黃玉奇；成瑤孆
生日：1月21日。
2年級。伊那國·雷門中學足球部的經理人。
閃電日本隊的經理人。
趙金雲隊的經理人。
參考世界代表「趙金雲s」
神門杏奈　聲優：高橋李依；張雅婕；何寶珊
生日：3月2日。
2年級。伊那國·雷門中學足球部的經理人。
閃電日本隊的經理人。
趙金雲S經理人。
參考世界代表「趙金雲s」
久遠道也　聲優：東地宏樹；鄒韋；李錦綸
生日：9月1日。
星章學園足球部的監督。
閃電日本隊的教練，于第17話至第19話暂代監督。
趙金雲/趙金臀　聲優：中村悠一；張敦喻；招世亮
生日：7月20日。
伊那國·雷門十一人足球部的監督。
閃電日本隊的監督。
趙金雲隊的監督。
參考世界代表「趙金雲s」
趙金臀是假名。
知曉獵戶座財團的一切，也知曉一星光的真實身分及其過往，為了對抗獵戶座財團而訓練日本代表隊；在第4話當鬼道有人詢問一星光的真實身分時，以個人資料保護法的理由拒絕告訴鬼道，並認為一星有必須待在隊伍內的理由。
在第10話向全隊說明關於獵戶座財團及獵戶座使徒的存在和真相，並在第17話，以假名「趙金臀」擔任中國代表隊的監督；於第20話再度回歸。
參考中國代表「足球雜技團)」
第38話得知是遭到獵戶座財團的迫害 (是從阿瑞斯的天秤開始之前早就遭到迫害)，同時跟新條琢磨一樣是獵戶座反抗軍的一員。
析谷共有　聲優：塩尻浩規；鄧志堅
閃電日本隊的新教練。
趙金雲隊的教練。
參考世界代表「趙金雲s」
閃電日本隊突破亞洲預賽後第24話登場，擔任體能教練，除此之外還能兼數據分析師、廚師長、數據安全人員、按摩師等項目的全能型人物；在閃電日本隊剛到俄羅斯時提供每位成員個人分析，並主要負責平時的特訓；在第24話發現有人將閃電日本隊的情報向外部洩漏。

#### 關係者
雷門夏未　聲優：小林沙苗；邱佩轝；劉惠雲
3年級。原雷門中學足球部經理人。現雷門中學強化委員兼閃電日本隊情報員。
於第5話閃電日本對上澳大利亞比賽途中登場。於第7話比賽結束後離開閃電日本隊繼續調查國外隊伍的情報。
於第22集再次登場。
木野 秋　聲優：折笠富美子；張雅婕；陳皓宜
原雷門中學足球部經理人，現利根川東泉強化委員的經理人。
閃電日本宿舍的負責人。
風秋米倉　聲優：寺内よりえ；邱佩轝；蔡惠萍
伊那國十一人入住的木枯莊的管理人。
閃電日本宿舍的管理人。
李子文/無敵原富士丸/李浩　聲優：寺崎裕香；邱佩轝；魏惠娥
本名李浩，為中國隊的王牌，與趙金雲一樣來自中國，並成為趙金雲的助手。
以無敵原富士丸為假名，不時出現在閃電日本隊員的面前 。
參考其他角色及中國代表「足球雜技團(足球雑技団)」
斯科里奧・帕提卡（Scorio·Pampietta）　聲優：河本邦弘；陳欣
閃電日本的導遊，與妹妹梅拉妮亞都是國際刑警的調查員。
於第48話與新條琢磨和吹雪士郎被伊琳娜綁架。
娜塔莎（Natasha）　聲優：大井麻利衣；凌晞
棕色頭髮的女孩，偶爾與趙金雲一起旅行，其真實身份為國際刑警的調查員。

#### 韓國代表 「赤紅野牛(レッドバイソン)」
隊伍經歷
以向來都是正面擊潰對手著稱的隊伍。隊上有三人是獵戶座使徒。與日本隊比賽以2-3戰敗。

#### 成員
白錫宇　聲優：小野賢章；張敦喻；李鎮然
背號10號，位置前鋒（FW）。
別稱「超高速的深紅猛牛」（超速の赤き猛牛）。
獵戶座使徒的一員，「刻印」位於右邊肩頭。對自己的實力相當有信心。
是踹傷豪炎寺修也的元兇。在第2話的上半場中因看見豪炎寺使出的「終極動力衝擊射球」而感到非常驚訝，認為這樣會嚴重影響取勝的把握，因此便指示隊友朴智元和李東赫踹傷豪炎寺。
在第3話的下半場中因看見吉良廣的踢球技術與豪炎寺一樣厲害，便企圖使用同樣的手段踹傷廣，但因為廣及時使用個人必殺技掩護而失敗告終。
下半場中因為被隊長石敏宇發現其右肩上的刻印，並且被石敏宇知道他的身份和提出要公平地對戰的要求而感到不滿，於是便表面上遵從要求，卻暗地裏指示朴智元和李東赫踹傷石敏宇。韓國隊被打敗後，最終沒有完成組織（獵戶座財團）的任務而被組織的上層給強制帶走，行蹤不明。
必殺技（個人）：深紅裂破【第2話~第3話】、野牛角衝擊 【第2話】
必殺技（合作）：特攻·野牛列車（石敏宇、李東赫）【第2話~第3話】。
石敏宇　聲優：植木慎英；吳愷笛；麥皓豐
背號8號，位置中場（MF）。
赤紅野牛的隊長。
疑似知曉獵戶座財團的一切。在第3話的下半場中，因為發現白錫宇的右肩上刻的獵戶座使徒的記號，所以警告白錫宇要是繼續有惡意犯規行為和不公平地對戰的話，因此要求監督換人卻惹怒白錫宇。因此被受白錫宇指示的隊友朴智元與李東赫給惡意踹傷。
必殺技（合作）：特攻·野牛列車（白錫宇、李東赫）【第2話~第3話】。
申來沅　聲優：西谷修一；張方正
背號1號，位置守門員（GK）。
必殺技（個人）：防火牆【第2話】
潘道允　聲優：布施川一寛；鄧志堅
背號2號，位置後衛（DF）。
金英友
背號3號，位置後衛（DF）。
宋素雅　聲優：弘松芹香；陳琴雲
背號4號，位置後衛（DF）。
隊伍唯一的女選手。
朴有煥
背號5號，位置後衛（DF）。
永薰
背號6號，位置中場（MF）。
李升真　聲優：村上聡；
背號7號，位置中場（MF）。
朴智元　聲優：新祐樹；鄧志堅
背號9號，位置中場（MF）。
獵戶座使徒的一員。
上半場受白錫宇指示，踹傷豪炎寺。下半場受白錫宇指示，踹傷隊長石敏宇。
李東赫　聲優：れいみ（Reimi）；梁偉德
背號11號，位置前鋒（FW）。
獵戶座使徒的一員。
上半場受白錫宇指示，踹傷豪炎寺。下半場受白錫宇指示，踹傷隊長石敏宇。
必殺技（合作）：特攻·野牛列車（白錫宇、石敏宇）【第2話~第3話】 。
何昂卡
背號12號，位置前鋒（FW）。
宋民秀
背號13號，位置中場（MF）。
哈浦烏
背號14號，位置後衛（DF）。
車恩秀　聲優：中村和正；蕭徽勇
赤紅野牛的監督，賽前對白錫宇下達指令。

#### 澳洲代表 「太陽撒旦(シャイニングサタンズ)」
隊伍經歷
隊上的11人都是獵戶座財團的使徒。與日本隊比賽以4-5戰敗。

#### 必殺戰術
- 無影無蹤「インビジブル」【第5話】

#### 成員
撒旦・高盧（Satan Gaul）　聲優：岸尾大輔；宋昱璁；李安邦
背號9號，位置中場（MF）。
別稱「三張臉的幻術師」（３つの顔の幻術師）。
太陽撒旦的隊長，獵戶座使徒的一員，「刻印」位於頸部的右邊，頸部角度變化時頭髮和角色性格會發生變化。
在第5話的上半場跟日本閃電十一人的比賽開始時說明會粉碎日本閃電十一人以及好奇趙金雲會如何應付自己隊伍的戰術。輕易用個人必殺技突破圓堂守的必殺技入球得分。懂得使用催眠避過攔截他的球員。
在第6話的下半場對灰崎和吉良廣不斷用足球射向當時為一星充的一星光的粗暴手段感到很好笑。然後經過下半場的一段時間，向監督提姆布給予暗示，是時候要替換路西・法洛斯，接著故意把足球踢出界。當路西上場後命令路西粉碎日本閃電十一人的隊員，嘲笑已經被路西割傷的坂野上昇仍堅持要上場的行為。最後自己的個人必殺技被雷門夏未和圓堂守看穿。
姓名參考自撒旦（Satan）。
必殺技（個人）：時間迷失射球【第5話~第7話】
帕祖祖・查珩（Pazuzu Zaham）　聲優：布施川一寛；鄧志堅
背號1號，位置守門員（GK）。
姓名參考自帕祖祖（パズズ，Pazuzu）。
必殺技（個人）：太陽斷頭台【第6話~第7話】
阿迦里亞・瑞普特（Agalia Rept）
背號2號，位置後衛（DF）。
姓名參考自阿迦里亞瑞普特（Agaliarept）。
狄摩高根・剛（Demogorgon Ano）
背號3號，位置後衛（DF）。
姓名參考自狄摩高根（Demogorgon）。
貝爾芬格・伊諾斯（Belphegor Inos）
背號4號，位置後衛（DF）。
姓名參考自貝爾芬格（Belphegor）。
安度・西亞斯（Amdu Scias）
背號5號，位置後衛（DF）。
姓名參考自安度西亞斯（Amduscias）。
別西・卜（Beelze Bub）
背號6號，位置中場（MF）。
在第6話的下半場被換下場，由路西・法洛斯替補。
姓名參考自別西卜（Beelzebub）。
彼列・拿爾斯（Belial Noze）
背號7號，位置中場（MF）。
姓名參考自彼列（Belial）。
阿斯摩・太（Asmo Deus）　聲優：弘松芹香；未知
背號8號，位置中場（MF）。
姓名參考自阿斯摩太（Asmodeus）。
薩・格納塔斯（Sar Gatanas）　聲優：松田修平；鄒韋；梁偉德
背號10號，位置前鋒（FW）。
在第5話的上半場比賽期間與隊長撒旦・高盧和隊友亞斯・她錄互相討論球場上的形勢以及他們的戰術。同意隊長撒旦・高盧的想法，認為日本閃電十一人對他們隊伍來說不是一種享受。對日本閃電十一人看穿自己隊伍以催眠戰術越過日本閃電十一人隊員的阻攔並不感到驚訝，反而覺得很有趣。當必殺戰術被看穿後開始使用隱藏在球鞋裏的鏡子擾亂日本閃電十一人的隊員。
在第6話的下半場裏，自己隊伍射入第四球之後，吉良廣本來想射球向當時為一星充的一星光，卻被他截到。後來與隊友亞斯・她錄遭到灰崎和吉良廣以粗暴手段報復他與亞斯·她錄在比賽中對待日本閃電十一人的粗暴行為。
姓名參考自薩格納塔斯（Sargatanas）。
亞斯・她錄（As Taroth）　聲優：烏丸祐一；吳愷笛；劉奕希
背號11號，位置前鋒（FW）。
在第5話的上半場開始比賽後輕鬆從稻森明日人奪到球，令稻森明日人感到非常驚訝，之後又用同樣的手段繞過吹雪士郎。自己隊伍的催眠戰術被日本閃電十一人看穿之後感到非常生氣。當必殺戰術被看穿後開始使用隱藏在球鞋裏的鏡子擾亂日本閃電十一人的隊員。
在第6話的下半場裏再一次使用隱藏在球鞋裏的鏡子越過稻森明日人和冰浦貴利名的阻攔，後來與隊友薩・格納塔斯遭到灰崎和吉良廣以粗暴手段報復他與薩・格納塔斯在比賽中對待日本閃電十一人的粗暴行為。
在第7話的下半場的最後五分鐘試圖使用新的必殺戰術阻止灰崎和吉良廣進攻，被灰崎狠狠地向他射球阻止。
姓名參考自亞斯她錄（Astaroth）。
路西・法洛斯（Luci Fanos）　聲優：藤原夏海；張雅婕；詹健兒
背號13號，位置中場（MF）。
以第三人稱說話的選手。
在第6話的下半場替換別西・卜上場，受隊長撒旦・高盧指使粉碎日本閃電十一人的隊員。第一次使用隱藏在球鞋裏的小刀成功割傷坂野上昇，但第二次失敗，反被坂野上用新練來的必殺技“冰之矢”識穿。行動失敗後被換下場，由概布・雷德爾替補。
姓名參考自路西法（Lucifer）。
概布・雷德爾（Gaap Redel）
背號14號，位置中場（MF）。
在第6話的下半場替補路西・法洛斯上場。
姓名參考自概布（Gaap）。
迪亞布・羅（Diabo los）　聲優：山岸治雄；陳欣
太陽撒旦的監督。
姓名參考自迪亞布羅（diabolos）　希臘語意思是惡魔。
西蒙・阿撒茲勒（Simon Azazel）　聲優：疋田高志；蘇強文
太陽撒旦的教練。
姓名參考自阿撒茲勒（Azazel）。

#### 烏茲別克代表「無盡舞者(エターナルダンサーズ)」
隊伍經歷
以深不見底的持久力著稱的隊伍，隊上的11人都是獵戶座財團的使徒。與日本隊比賽以2-4戰敗。

#### 必殺戰術
- 永恆奔馳「エターナルラン」【第10話】

#### 成員
阿納罕・伊穆斯（Onakhon Ims）　聲優：齋賀光希；曹啟謙
背號10號，位置中場（MF）。
別稱「強硬的士兵」（密やかなるタフソルジャー）。
無盡舞者的隊長，獵戶座使徒的一員。
在第8話的上半場中原先帶領隊伍領先兩球，但當野板悠馬在第9話的下半場加入並追平比數之後便與其他隊友開始在和球證共謀的情況下粗暴地比賽。在眾多隊友圍着灰崎的時候，衝向灰崎，企圖令灰崎受傷下場，但不成功。
在第9話的下半場中當野坂悠馬帶領日本閃電十一人的隊員使用必殺戰術「奥米迦座標 2.0」來報復自己和隊友的粗暴比賽手段和在沒有人可以移動的情況下入球之後試圖向球證投訴日本閃電十一人的隊員作弊以取消入球，但卻驚訝地發現與自己隊伍共謀的球證已經被人暗地裏替換了（實際上是野板悠馬在帶領日本閃電十一人的隊員在展開必殺戰術之前已經與趙金雲計劃好，野板會在展開必殺戰術之前向趙金雲給予暗示，讓趙金雲向旁證要求調換當時把犯規行為視若無睹的球證）。
在第10話的下半場帶領隊伍展開必殺戰術，但因為日本閃電十一人的戰術和壓力令他和其他隊友過度疲勞，結果不能長時間維持必殺戰術。輸掉比賽之後，自己似乎透過這次比賽的失敗和多斯特對這次輸掉比賽的想法領會到他們輸掉比賽的原因可能是因為遵從了獵戶座財團的指令。
阿列克・阿克巴（Alek Akbar）　聲優：興津和幸；周倚天
背號1號，位置守門員（GK）。
必殺技（個人）：忘却的奏鳴曲【第9話~第10話】
易卜拉欣・阿比（Ibrahim Abi）
背號2號，位置後衛（DF）。
穆罕默德・霍克（Muhammad Hawk）　聲優：布施川一寛；未知
背號3號，位置後衛（DF）。
馬吉德・亞悉（Majid Azel）
背號4號，位置後衛（DF）。
紮法爾・杜（Zafar Gin）
背號5號，位置後衛（DF）。
庫馬什・澤（Kumush Ize）
背號6號，位置中場（MF）。
薩里貝克・納哈爾（Saribek Nahar）
背號7號，位置中場（MF）。
法哈德・吉利克（Farhad Gilik）　聲優：綿貫竜之介；未知
背號8號，位置中場（MF）。
莫哈本・札克（Mohabbat Zark）　聲優：モアイ岩下；未知
背號9號，位置中場（MF）。
多斯特・蓋爾斯（Dost Gales）　聲優：櫻井透；鍾見麟
背號11號，位置前鋒（FW）。
獵戶座使徒的一員，「刻印」位於左手掌心。
在第8話的上半場趁西蔭政也不為意的時候快速地使用個人必殺技向日本閃電十一人的龍門的另一邊射球得分，然後向西蔭政也嘲諷即使自己的個人必殺技正面向著他射過來都不會攔截得到。上半場完結之前成功越過所有日本閃電十一人的隊員，並且再用個人必殺技突破西蔭政也的攔截為自己的隊伍入球得分。
在第9話的下半場再一次使用個人必殺技但射門失敗，對西蔭政也使用的新個人必殺技攔截到他的個人必殺技感到驚訝和氣餒。
在第10話比賽完結之後跟隊長阿納罕談話，向阿納罕道出自己對這次輸掉比賽的想法可能是因為遵從了獵戶座財團的指令。
必殺技（個人）：星塵安魂曲【第8話~第9話】
納勒克・布根
背號14號。位置前鋒（FW）。
凱爾迪・羅澤爾（Keldi Rozel）
背號16號。位置中場（MF）。
亞當・桑奇（Adam Sanchi）　聲優：疋田高志；盧國權
無盡舞者的監督。
薩賓・諾紀瑪（Sabine Nojima）　聲優：れいみ；陳琴雲
無盡舞者的教練。

#### 沙特阿拉伯代表「阿拉伯的火鳥軍團(アラブの火の鳥軍団)」
隊伍經歷
擅長使用高度與速度作戰的球隊，隊上有三名獵戶座財團的使徒。與日本隊比賽以0-2戰敗。

#### 必殺戰術
- 火焰突進「ドリブレイズ」【第12話】

#### 成員
安德烈亞斯・比博（Andreas Bebo）　聲優：バトリ勝悟；鍾見麟
背號10號，位置前鋒（FW）。
別稱「燃燒的火鳥」（灼熱のファイアバード   ）。
獵戶座使徒的一員。
在第11話受一星光提示野板悠馬的戰術是風丸一郎太和吹雪士郎，但在一星光提示完之前已經叫一星光閉嘴，並稱一星光為無能的傻瓜。後來與西索卡和其他隊友弄傷風丸一郎太和吹雪士郎。
在灰崎和吉良廣用合作必殺技入球得分之後推開一星光，並且罵一星光是一個失敗者。
在第12話當看見一星光控球接近自己隊伍的龍門便跑到一星光身邊，並用眼神嚴厲地盯著一星光。看見一星光射門失敗之後暗中走到一星光身後，嚴厲地命令一星光把目標轉移到野板悠馬，並且要求一星光用腳去踢野板悠馬的頭，威脅一星光是最後一次的機會。
在第13話的下半場當看見一星光自暴自棄的時候，向西索卡表示不需要再理會一星光，要贏下比賽。
當一星光恢復真正身份並與一星光互相爭奪足球的時候，對一星光很快從他搶到球的能力感到驚訝。
必殺技（個人）：燃燒•火鳥【第12話~第13話】
法爾罕・阿里（Falcon Ali）　聲優：田中光；麥皓豐
背號1號，位置守門員（GK）。
阿拉伯的火鳥軍團的隊長。
必殺技（個人）：動態日冕【第11話~第12話】
加拉・馬高斯（Gala Magos）
背號2號，位置後衛（DF）。
佩克卡・雷阿姆（Pekka Ream）　聲優：星野貴紀；未知
背號3號，位置後衛（DF）。
獵戶座使徒的一員。
必殺技（個人）：菊紅辣椒隕石「レッドホットチリ・メテオ」【第12話~第13話】
薩米・卢易斯（Sami Luis）
背號4號，位置後衛（DF）。
多尔干・巴特勒（Dorgan Butler）
背號5號，位置中場（MF）。
盖德达尔・加纳（Ghaddar Ghana）
背號6號，位置中場（MF）。
西索卡・马索卡（Hisoka Masoka）　聲優：杉村憲司；鄧志堅
背號7號，位置中場（MF）。
獵戶座使徒的一員。
胡尔克・莱奥斯（Hulk Laios）
背號8號，位置中場（MF）。
孔多尔・威利（Condor Willy）　聲優：新祐樹；未知
背號9號，位置前鋒（FW）。
席尔瓦・莱奥尔（Silva Leol）
背號11號，位置中場（MF）。
佩德羅・阿米達（Pedro Amida）
背號14號，位置中場（MF）。
薩米爾・阿米達（Samir Amida）
背號16號，位置中場（MF）。
库拉什・哈利瓦（Flash Haniwa）　聲優：齊藤貴美子；張炳強
阿拉伯的火鳥軍團的監督。
伊娃・戈登（Eva Gordon）　聲優：いずみ尚；許盈
阿拉伯的火鳥軍團的教練。

#### 中國代表「足球雜技團(足球雑技団)」
隊伍經歷
所有代表隊成員都是趙金雲訓練出來的選手，沒有任何一個獵戶座使徒潛入。反獵戶座財團勢力。對上比賽以領先的比數戰勝伊拉克，後來與日本隊比賽以2-3戰敗。成為亞洲預選賽亞軍。全部成員於世界最終決賽中在觀眾席上觀戰。

#### 必殺戰術
- 萬里長城「万里の長城」【第17話~第19話】
- 大家一起當殭屍「みんなでキョンシー」【第19話】
- 蒙古襲來「蒙古襲来」【第19話】
- 少林寺高速十八陣「少林寺高速十八陣」【第18話】

#### 成員
李好/李子文/無敵富士丸　聲優：寺崎裕香；邱佩轝；魏惠娥
路地裏少年隊，背號9號（世界代表背號：4號），位置中場（MF）（世界代表位置：DF）。生日：11月30日。
別稱「雜技足球選手」（曲芸サッカー師）。
世界代表的成員之一。
中國隊的王牌，六年前在貧民窟與趙金雲相遇，李優的哥哥。
以趙金雲的徒弟李子文與湖邊的釣魚少年無敵原富士丸的姿態出現在日本隊選手們面前。
參考日本代表 「閃電日本」及其他角色
必殺技（個人）：天空隼彈【第17話~第19話】
必殺技（合作）：天崩地裂「天崩地裂」（趙星）【第19話】
世界代表必殺技（合作）：友情的黃金神掌（圓堂、亞風爐、不動、魯斯）、達達尼昂之劍（魯斯、馬利克）
趙星　聲優：小松昌平／西川舞（幼少時）；袁淑珍
上海星貓團，背號8號，位置中場（MF）。生日：4月4日。
別稱「上流社會隊長」（上流セレブキャプテン）。
足球雜技團的隊長。
過去曾是李浩貧民窟同伴在國內比賽敵隊－上海星貓團的隊長，當時相當看不起貧民窟出身的他們，但在比賽後與李浩和解並成為朋友。
必殺技（合作）：天崩地裂「天崩地裂」（李浩）【第19話】
昆福奇　聲優：大泊貴揮；麥皓豐
上海星貓團，背號1號，位置守門員（GK）。
必殺技（個人）：龍神鐵扇【第17話~第19話】
陶路　聲優：松浦義之；鍾見麟
上海星貓團，背號2號，位置後衛（DF）。
萧菈　聲優：近藤唯；葉曉欣
上海星貓團，背號3號，位置後衛（DF）。
弥英熙　聲優：ミラクルぐっち／れいみ（幼少時）；林丹鳳
路地裏少年隊，背號4號，位置後衛（DF）。
必殺技（個人）：爆喰獅子【第18話】
崔琳　聲優：引坂理繪；未知
上海星貓團，背號5號，位置中場（MF）。
譚譚敏　聲優：新祐樹；鄧志堅
路地裏少年隊，背號6號，位置中場（MF）。
吳榮池　聲優：拜真之介／岡田恵（幼少時）；陳卓智
路地裏少年隊，背號7號，位置中場（MF）。
王堂安　聲優：村瀬迪與；張頌欣
路地裏少年隊，背號10號，位置前鋒（FW）。
舒楚南　聲優：弘松芹香；鄭麗麗
上海星貓團，背號11號，位置前鋒（FW）。
趙毛
上海星貓團，背號14號，位置中場（MF）。
齊助舒
上海星貓團，背號15號，位置後衛（DF）。
蕭羅伯　聲優：モアイ岩下；陳欣
足球雜技團的監督，當李浩使用天空隼彈時會敲鑼。
趙筋斗雲/趙金雲　聲優：中村悠一；張敦喻；招世亮
中國代表的新監督，路地裏少年隊及上海星貓團的監督，趙金雲之假名。生日：7月20日。
於第15話六年前在中國的期間和李浩第一次見面，之後開始成立路地裏少年隊。與上海星貓團的比賽前故意離開路地裏少年隊，跑去當上海星貓團的監督，實際上是給路地裏少年隊作為測試。從此之後李浩開始跟隨趙金雲作為助手。
於第17話~第19話之所以裝病離開日本代表，實際上和第15話回憶中的情形一樣，跑去當中國代表的監督，其實也是給日本代表的測試。
參考日本代表 「閃電日本」

#### 關係人
李優　聲優：戶松遙；張雅婕；廖杏茵
能看透所有比賽場上選手一舉一動與比賽走向的神秘少女，自稱是路過的神秘美少女，為李浩的妹妹。

### 世界大賽

#### 西班牙代表 「無敵巨人(無敵のジャイアント)」
隊伍經歷
世界大賽A組，以強健的身體能力著稱的隊伍，反獵戶座財團勢力。小組賽首戰對上日本以3-3平手。其後對上俄羅斯以0-6遭到橫掃。後以2-1戰勝美國，幫助日本代表晉級小組賽，並在小組賽中止步。全部成員於世界最終決賽中在觀眾席上觀戰。

#### 成員
可萊里昂・奧帆（Clario Orvan）　聲優：安元洋貴；鄒韋；麥皓豐→陳卓智（第47話起）
西班牙少年聯盟優勝隊巴塞隆拿之珠，背號10號（世界代表背號：18號），位置中場（MF）（世界代表位置：FW）。
無敵巨人的隊長。
別稱「加泰隆尼亞的巨神」（カタルーニャの巨神）。
世界代表的成員之一。
於第1話被趙金雲邀請和日本閃電十一人隊比試，結果以一人之力擊敗在場十八名成員，並透露因偶然看見豪炎寺修也練習新必殺技而感到驚訝，認為日本的足球水準會直逼西班牙的足球水準而準備回國進行特訓。
於第25話在世界大賽中與日本閃電十一人隊比賽期間發現隊友雷納爾多・巴拉哈的異常，巴拉哈自首為獵戶座的使徒後以鑽石之光將巴拉哈轟下場。
必殺技（個人）：鑽石之光【第1話、第25話】、彎曲鑽石之光「曲がるダイヤモンドレイ」【第25話~第26話】、鑽石之刃「ダイヤモンドエッジ」【第26話】
必殺技（合作）：庇護之壘「ザ・シェルター」（多梅哥、鲁菲诺）【第27話】
世界代表必殺技（個人）：鑽石之刃
世界代表必殺技（合作）：珀爾修斯之玉（灰崎、一之瀨）
阿隆索・斐濟安諾（Alonso Fibiano）　聲優：宮田幸季；林丹鳳
西班牙少年聯盟優勝隊巴塞隆拿之珠，背號1號，位置守門員（GK）。
擁有看穿敵人射門路線的能力，再移至球路的正前方用壯碩的身軀擋下，連剛陣鐵之助進化後的必殺技「烈燄檸檬汁．上昇」都能輕鬆接下，最後其弱點被野坂悠馬和一星光看穿，在第27話中因為過度依賴自己的預判能力，導致無法阻攔稻森明日人的自殺式捨身進球。
必殺技（個人）：泡沫緩衝「ザ・ボヨン」【第25話~第26話】
多梅哥・多明古斯（Domelgo Dominguez）　聲優：笠間淳；張方正
背號2號，位置後衛(DF)。
必殺技（合作）: 庇護之壘「ザ・シェルター」（可萊里昂、魯菲諾）【第27話】
雷納爾多・巴拉哈（Reinaldo Baraja）　聲優：榎木淳彌；李安邦
背號3號，位置後衛(DF)。
擁有優越的防守和進攻能力的球員。其右腿原本在歐洲預選賽期間受了重傷，因接受了獵戶座財團先進的治療而痊癒，但也因為此利誘而被迫成為獵戶座財團的使徒，以作交換條件。「刻印」位於痊癒了的右腿下側的疤痕附近；在第25話與日本閃電十一人的比賽途中收到獵戶座財團的指令，對獵戶座財團突如其來的指令感到驚訝，雖然內心有所掙扎應否聽從指令，也思考過自己當初的決定是否正確，但也認為自己有義務要遵從命令，於是就選擇了後者，心裡向日本隊的選手表達歉意後便聽從指令，丟出滿地星企圖使正在進攻的稻森明日人退場，但被吹雪士郎識破並以必殺技阻止，也因此使隊長可萊里昂發現這件事，向可萊里昂自首後遭可萊里昂以鑽石之光轟下場。
鲁菲諾・阿瓦罗斯（Rufino Avalos）　聲優：島田岳洋；蕭徽勇
背號4號，位置後衛(DF)。
必殺技（合作）：庇護之壘「ザ・シェルター」（可萊里昂、多梅哥）【第27話】
维拉斯科・梅伦迪斯（Velasco Melendez）　聲優：岩中睦樹；未知
背號5號，位置中場(MF)。
费兰度・达比諾（Fernando Dabino）　聲優：綿貫龍之介；陳卓智
背號6號，位置中場(MF)。
艾梅利科・洛尔卡（Emerico Lorca）　聲優：弘松芹香；詹健兒
背號7號，位置中場(MF)。
奇科・艾利臣（Chico Allison）　聲優：西川舞；廖杏茵
背號8號，位置中場(MF)。
路德・凡達姆（Luther Fandam）　聲優：北田理道；李鎮然
西班牙少年聯盟優勝隊巴塞隆拿之珠，背號9號，位置前鋒（FW）。
必殺技（合作）：雙槍推進「ツインランサー」（貝加莫）【第27話】
貝加莫・雷格爾（Bergamo Regult）　聲優：新祐樹；劉奕希
西班牙少年聯盟優勝隊巴塞隆拿之珠，背號11號，位置前鋒（FW）。
別稱「火箭炮射手」（ミサイルシュート）。
必殺技（合作）：雙槍推進「ツインランサー」（路德）【第27話】
埃米利・奧盧漢
背號14號，位置中場（MF）。
法比奥・埃斯特维（Fabio Esteve）　聲優：布施川一寛；未知
背號15號，位置中場（MF）。
在第25話的上半場替補被隊長可萊里昂轟下場的巴拉哈。
佩佩・班特拉斯（Pepe Banderas）　聲優：岡井カツノリ；蘇強文
無敵巨人的監督。

#### 關係人
梅拉妮亞・帕提卡（Melania·Pampietta）　聲優：堀井千砂；未知
無敵巨人的導遊，斯科里奧的妹妹，國際刑警的調查員。

#### 美國代表「星光獨角獸(スターユニコーン)」
隊伍經歷
世界大賽A組，反獵戶座財團勢力，在第一場比賽以2-1戰勝俄羅斯。後被獵戶座財團派來取代的海軍藏青隊提出代表爭奪戰，被使用必殺戰術輕鬆秒殺全員並送醫院，而失去代表隊資格。現已取回代表隊的資格。與西班牙代表隊比賽最終以1-2戰敗，於小組賽中止步。全部成員於世界最終決賽中在觀眾席上觀戰。

#### 成員
一之瀨一哉（（いちのせ かずや））　聲優：梶裕貴；宋昱璁；陳琴雲
背號7號（世界代表背號：7號），位置中場（MF）（世界代表位置：MF）。
別稱「球場上的魔術師」（フィールドの魔術師）。
世界代表的成員之一。
前雷門中學足球隊中場。
於第49話回歸雷門中學。
參考新美國代表「海軍入侵者」
必殺技（合作）：鳳凰展翅（土門）【第32話】
世界代表必殺技（合作）：珀爾修斯之玉（可萊里昂、灰崎）
土門飛鳥　聲優：金野潤；張敦喻；黃啟昌
背號5號，位置後衛（DF）。
別稱「武士後衛」（サムライ・ディフェンダー）。
前雷門中學足球隊後衛。
於第49話回歸雷門中學。
參考新美國代表「海軍入侵者」
必殺技（合作）：鳳凰展翅（一之瀬）【第32話】
・庫卡（Mark Kruger）　聲優：中村悠一；劉子弘；袁淑珍
背號9號，位置中場（MF）。
別稱「球場上的頂級明星」（グラウンドのトップスター）。
星光獨角獸的隊長。
參考新美國代表「海軍入侵者」
必殺技（合作）：鳳凰展翅（一之瀬、土門）【第32話】
迪藍・基斯（Dylan Keith）　聲優：鈴木千尋；鄒韋；未知
背號10號，位置前鋒(FW)。
別稱「得分專家」（ギンギンストライカー）。
參考新美國代表「海軍入侵者」
比利・拉派德（Billy Rapid）
。
泰德・布萊恩（Ted Bryan）
背號2號，位置後衛 (DF)。
東尼・史托萊達斯（Tony Striders）
背號3號，位置後衛 (DF)。
戴克・戴那摩（Dyke Dynamo）
背號4號，位置後衛 (DF)。
史蒂夫・伍德麥（Steve Woodmac）
背號6號，位置中場 (MF)。
尚恩・皮亞斯（Sean Pierce）
背號8號，位置中場 (MF)。
米凱爾・賈克斯（Michele Jacks）
背號11號，位置前鋒 (FW)。
艾歷克斯・霍克（Alex Hawk）
背號12號，位置守門員 (GK)。
桑米・迪普西（Sammy Dempsey）
背號15號，位置中場 (MF)。
艾迪・哈瓦杜（Eddie Howard）
背號16號，位置前鋒 (FW)。
・克萊德　聲優：加賴康之；未知
星光獨角獸的監督。
參考新美國代表「海軍入侵者」

#### 新美國代表「海軍藏青隊（海軍のクラッカー）」
隊伍經歷
世界大賽A组，隊上的11人都是獵戶座財團的使徒，全部成員的「刻印」都位於頸部後面，在第28話中以必殺戰術輕鬆擊敗星光獨角獸，取代成為美國代表。在第30話至第32話與日本隊比賽最終以3-4戰敗。所有成員在與日本閃電十一人比賽後都向日本隊的所有成員為自己的犯規行為道歉，並且主動歸還代表權給星光獨角獸。而且都在一之瀨的勸告下決定脫離獵戶座財團，並遵從自己的意志去追求自由，於第49話得知也於決賽中觀戰。

#### 必殺戰術
- 地雷原「地雷原」【第28話、第30話~第31話】

#### 成員
寇布拉（Cobra）　聲優：佐藤節二；張敦喻；未知
背號8號，位置後衛（DF）。
海軍藏青隊的核心隊員，也是唯一會向其他人說話的隊員。
在第32話回憶中得知當自己和隊友年少的時候生活在貧民窟，踢足球是自己和隊友生存的動力。直至有一次練習被巴哈特・德斯科姆看上了自己和隊友踢足球的能力，並且因巴哈特・德斯科姆付出大額金錢而加入巴哈特・德斯科姆的陣營，但同時自己和隊友都要承諾要遵從巴哈特的命令。加入後被巴哈特安排做極端的軍事訓練，訓練期間的過程已經令自己和隊友成為獵戶座使徒，而且被巴哈特訓練得像一個軍人，沒有長官的指令就不能進行下一步。可是當巴哈特被美國足球聯盟拘捕後，原先自己和隊友決定要解決一之瀨一哉，但後來受一之瀨對足球的熱愛的影響而開始信任一之瀨可以帶領隊伍勝出，並且也因為受到一之瀨等人的影響而開始享受足球。
必殺技（個人）:臼炮「カロネード砲」【第30話~第31話】
尤卡（Yoga）　聲優：新祐樹；未知
背號7號，位置中場（MF）。
海軍藏青隊的隊長。
比格曼（Bigman）　聲優：弘松芹香；黃玉奇；謝潔貞
背號1號，位置守門員（GK）。
必殺技（個人）:軍事衛星・火衛一「軍事衛星・フォボス」【第28話、第30話~第32話】
傑特曼（Gentleman）
背號2號，位置後衛（DF）。
戴巴（Diver）
背號3號，位置後衛（DF）。
史摩基（Smokey）
背號4號，位置後衛（DF）。
在第32話中被土門飛鳥換下場。
賈吉（Judge）
背號5號，位置後衛（DF）。
杭特（Hunter）
背號6號，位置後衛（DF）。
沙吉（Shakey）
背號9號，位置中場（MF）。
在第32話中被一之瀨一哉換下場。
康布伊（Convoy）　聲優：綿貫龍之介；未知
背號10號，位置前鋒（FW）。
在第32話中被馬克・庫卡換下場。
萊恩（Lion）
背號11號，位置前鋒（FW）。
豪恩（Horn）
背號12號，位置守門員（GK）。
馬吉森（Magician）
背號15號，位置中場（MF）。
傑克（Jack）
背號16號，位置前鋒（FW）。
一之瀨一哉（（いちのせ かずや））　聲優：梶裕貴；宋昱璁；陳琴雲
背號18號（世界代表背號：7號），位置中場（MF）（世界代表位置：MF）。
參考美國代表「星光獨角獸(スターユニコーン)」
在第31話中揭發巴哈特監督所偽造報告書並且奪走了代表隊監督的職位的罪行。
在第32話中替補沙吉出場。
必殺技（合作）：鳳凰展翅（土門）【第32話】
世界代表必殺技（合作）：珀爾修斯之玉（可萊里昂、灰崎）
土門飛鳥　聲優：金野潤；張敦喻；黃啟昌
背號17號，位置後衛（DF）。
參考美國代表「星光獨角獸(スターユニコーン)」。
在第31話中揭發巴哈特監督所偽造報告書並且奪走了代表隊監督的職位的罪行。
在第32話中替補史摩基出場。
必殺技（合作）：鳳凰展翅（一之瀬）【第32話】
・庫卡（Mark Kruger）　聲優：中村悠一；劉子弘；袁淑珍
背號19號，位置中場（MF）。
參考美國代表「星光獨角獸(スターユニコーン)」。
在第31話中揭發巴哈特監督所偽造報告書並且奪走了代表隊監督的職位的罪行。
在第32話中替補康布伊出場。
必殺技（合作）：鳳凰展翅（一之瀬、土門）【第32話】
迪藍・基斯（Dylan Keith）　聲優：鈴木千尋；鄒韋；未知
背號未知，位置前鋒(FW)。
參考美國代表「星光獨角獸(スターユニコーン)」。
在第31話中揭發巴哈特監督所偽造報告書並且奪走了代表隊監督的職位的罪行，因為左腳還是受傷的狀態，拄著柺著所以無法替補上場。
巴哈特・德斯科姆（Bahat Descom）　聲優：浦山迅；鄒韋；葉振聲
海軍入侵者的監督。
在第31話中因為自己偽造報告書並且奪走了代表隊監督的職位的罪行被星光獨角獸的馬克監督和一之瀨等四名主力隊員揭發，所以在比賽途中被馬克監督尋求幫助的美國足球聯盟拘捕並且被聯盟帶回調查。
・克萊德　聲優：加瀨康之；未知
海軍入侵者的新監督。
參考美國代表「星光獨角獸(スターユニコーン)」。
在第31話中揭發巴哈特監督所偽造報告書並且奪走了代表隊監督的職位的罪行。

#### 法國代表「法國麵包（フランスパン）」
隊伍經歷
世界大賽B组，反獵戶座財團勢力，其監督是趙金雲的好朋友。因為被獵戶座財團在法國麵包上下毒，導致跟日本隊的決勝錦標賽第一場比賽棄賽，讓日本隊不戰而勝。

#### 成員
納堂（Nathan）　聲優：布施川一寛；張裕東
背號未知，位置未知。
法國代表隊隊長。
帕斯卡爾（Pascal）　聲優：武田太一；未知
背號未知，位置未知。
幫助稻森明日人等調查的人提供了食物中毒事件的證據的隊員。

#### 巴西代表 「狂野森巴（ワイルドサンバ）」
隊伍經歷
世界大賽B組，隊上11人都是獵戶座財團的使徒。
從直播得知對上的比賽以領先的比數戰勝英格蘭。在第43話中，由於看見日本隊的假犯規行為，讓他們知道獵戶座財團的方式是錯的，因此決定不再服從獵戶座財團的指令，踢出一場堂堂正正的比賽。最後以3-4敗給日本，在四分之一準決賽中止步。全部成員於世界最終決賽中在觀眾席上觀戰。

#### 成員
阿爾吐魯（Artur）　聲優：岩中睦樹／小若和郁那（幼少時）；李鎮然／沈小蘭（幼少時）
背號10號（世界代表背號：未知），位置前鋒（FW）（世界代表位置：FW）。
巴西隊的隊長。
世界代表的成員之一。
回憶中得知當還是小孩的時候，為了幫補家計在工廠工作，常常喜歡在工作後望向天空。直至有一天遇到獵戶座財團理事長貝爾納多・基爾加南，被貝爾納多問到是否玩過足球，後來貝爾納多教導自己和隊友足球，令自己和隊友開始愛上了足球。經過長時間的訓練令自己以及在工廠工作的所有小孩都成為今日的巴西隊，同時也成為獵戶座財團使徒的一員。
在第43話中，由於看見日本隊的假犯規行為，讓他知道獵戶座財團的方式是錯的，因此和隊友團結一致，決定不再服從獵戶座財團的指令，踢出一場堂堂正正的比賽。
必殺技（個人）：嘉年華搖擺「カーニバルシェイク」【第43話】
必殺技（合作）: 死亡森巴「デス・サンバ」（盧西恩）【第41話~第43話】
馬基羅（Macero）　聲優：武田太一；黃啟昌
背號1號，位置守門員（GK）
必殺技（個人）：通心粉意麵「マカロニスルグッティ」【第41話、第43話】、多醬通心粉意麵「マカロニスパゲッティソース増量」【第43話】
里卡多（Ricardo）　聲優：未知；未知
背號2號，位置後衛（DF）
馬西歐素（Matheus）　聲優：未知；麥皓豐 
背號3號，位置後衛（DF）
馬塞洛（Marcelo）　聲優：弘松芹香；未知
背號4號，位置後衛（DF）
盧西恩（Russian）　聲優：虎島貴明；張裕東／張頌欣(幼少時)
背號5號，位置中场（MF）
必殺技（合作）:死亡森巴「デス・サンバ」（阿圖爾）【第41話~第43話】
雷納托（Lenato）　聲優：弘松芹香；葉曉欣
背號6號，位置中场（MF）
丹尼諾（Daninyo）　聲優：綿貫龍之介／ニケライ・ファラナーゼ（幼少時）；陳卓智／伍秀霞（幼少時）
背號7號，位置中場（MF）
羅蘭（Loran）　聲優：布施川一寛；李致林
背號8號，位置中場（MF）
薩米埃（Someu）　聲優：澤城千春；凌晞
背號9號，位置中場（MF）
米格爾（Miguel）　聲優：瀨米；梁少霞
背號11號，位置前鋒（FW）
首先表現出對獵戶座足球的拒絕
雷蒙（Raymon）　聲優：未知；未知
背號14號，位置後衛（DF）
保羅（Paul）　聲優：未知；未知
背號17號，位置中場（MF）
Leoneilla Camion　聲優：未知；未知
巴西代表隊的監督。

#### 意大利代表「女王守護者(ガーディアンズオブクイーン)」
隊伍經歷
世界大賽D組，原本隊上的所有成員都是反獵戶座財團勢力，但因為伊琳娜・基爾加南出現的關係導致全員都被強迫成為獵戶座財團的使徒，而且全都戴著強化護具，實際上隊上只有6名為女性。稻森明日人於第45話本來有試著讓他們清醒，後來被伊琳娜阻止，原監督金班·傑丹尼的代表隊監督職位也被伊琳娜撤下，由烏拉基米爾擔任新監督。最後在第46話因為過度使用強化護具，加上受到小僧丸佐助的「最終保留」及稻森明日人等4人的「最終保留Σ」衝擊傷害，雖然最終以3-2取得勝利，但因為強化護具的副作用而令全部成員在比賽後倒下，最後不得不提出棄權，讓日本取得勝利，因此在準決賽中止步。全部成員於世界最終決賽中在觀眾席上觀戰。

#### 必殺戰術
- 奧米迦座標「グリッドオメガ」【第45話~第46話】

#### 成員
佩特羅尼奧・帕蒂（Petronio·Patti）　聲優：島崎信長；黃啟昌
背號11號（世界代表背號：未知），位置前鋒（FW）（世界代表位置：FW）
意大利代表隊的隊長。
世界代表的成員之一。
於第45集聽明日人的勸告下，謊說伊琳娜對其他隊員下令脫掉強化護具，後來金班教練被開除之後，承認說謊脫掉強化護具的事，並且再次下令隊員穿上強化護具。
必殺技（個人）：最終保留D「ラストリゾートD」【第46話】
必殺技（合作）：比薩斜塔「アンバランス・ピサ」（皮克羅、魯卡、馬特奧）【第44話】
加布里埃拉・阿玛蒂（Gabriela·Amati）　聲優：高橋雛子；陳皓宜
背號1號，位置守門員（GK），女生
姓名參考自加百列（ガブリエル，Gabriel）
於第45集因過度使用強化護具而重傷離場。
必殺技（個人）：真實的大口「真実の大口」【第44話~第45話】
艾瑪・凱蒂（Elma·Kitty）　聲優：瀨米；吳羨婷
背號2號，位置後衛（DF），女生
愛莉絲・貝拉爾迪（Alice·Berardi）　聲優：伊芙尤里安；梁少霞
背號3號，位置後衛（DF），女生
戴安娜・斯科拉（Diana·Scola）　聲優：生田光；何寶珊
背號4號，位置後衛（DF），女生
姓名參考自黛安娜（Diana）
內斯爾・加托（Neautore·Gatto）　聲優：未知；未知
背號5號，位置中場（MF）
尼科洛・菲洛（Nicolo·Fino）　聲優：未知；謝潔貞
背號6號，位置中場（MF）。
於第45集因過度使用強化護具而重傷離場。
皮克羅・莫爾斯科（Pietro·Moresco）　聲優：弘松芹香；葉曉欣
背號7號，位置中場（MF）
必殺技（合作）：比薩斜塔「アンバランス・ピサ」（佩特羅尼奧、魯卡、馬特奧）【第44話】
卡洛斯・加洛（Karurosu·Garo）　聲優：布施川一寛；鍾見麟
背號8號，位置中場（MF）
魯卡・魯索（Luca·Russo）　聲優：未知；未知
背號9號，位置前鋒（FW）
必殺技（合作）：比薩斜塔「アンバランス・ピサ」（佩特羅尼奧、皮克羅、馬特奧）【第44話】
馬特奧・多米尼科（Matteo·Domenico）　聲優：鈴木崚汰；陳灝瑋
背號10號，位置前鋒（FW）
必殺技（個人）：暴走馬車「暴走チヤリオツ卜」【第45話~第46話】
必殺技（合作）：比薩斜塔「アンバランス・ピサ」（佩特羅尼奧、皮克羅、魯卡）【第44話】
雷克瑞・索斯帕（Lakerito·Sput）　聲優：瀨米 → 渡邊優里奈；鄭麗麗
背號12號，位置守門員（GK）
於第45集代替加布里埃拉上場。
必殺技（個人）：三角龍護盾「トリケラ・シールド」【第46話】
可可哈西・舒古（Kakehashi·Tsugu）　聲優：高橋李依；未知
背號13號，位置中場（MF），女生。
於第45集代替尼科洛上場。
東尼奧・奇加拉（Tonio·Chiara）　聲優：西川舞；劉惠雲
背號14號，位置後衛（DF），女生。
莫妮卡・薩拉（Monica Sara）　聲優：未知；未知
背號15號，位置中場（MF）
賈斯迪諾・基爾巴尼（Justino ·Giovanni）　聲優：綿貫龍之介；蕭徽勇
背號16號，位置後衛（DF）
於第45話注意到烏拉基米爾使用平版電腦控制強化護具。
金班・傑丹尼（Kimben·Giordani）　聲優：火山太田；張炳強
原意大利代表隊的監督。
於第45話被伊琳娜打傷並且被伊琳娜撤離職位。
烏拉基米爾/稻森真人　聲優：木內秀信；劉昭文
意大利代表隊的新監督。
參考獵戶座財團及獵戶座財團代表「獵戶座之影」
於第45話再次登場，遵從伊琳娜的命令，擔任意大利代表隊的新監督。

#### 俄羅斯代表「完美火花（パーフェクトスパーク）」
隊伍經歷

#### 世界組隊大賽篇
世界大賽A組，隊伍的特色是可以根據對手的資料而自由地改變陣型，因此所有成員都擁有着可出頂任何位置的能力。俄羅斯為獵戶座財團大本營，但俄羅斯隊上所有成員都宣稱不是使徒，實際上除了隊長弗洛伊，其餘成員都是使徒，小組賽首戰，以1-2故意輸給美國隊。其後對上西班牙以6-0橫掃。第三場以3-2戰勝日本，最終以小組第一的積分晉級。

#### 世界決勝錦標賽篇
由於世界決勝錦標賽的最終總決賽再次與日本對戰。在第46話得知全員都是反獵戶座財團勢力。伊琳娜・基爾加南在第47話偷偷在手環上動手腳，導致全員都被洗腦控制，後來圓堂守講一句話「來踢足球吧！」，讓大家都清醒。在第48話時與日本代表的比賽，雖然以1-1平手，但遭伊琳娜中斷，且伊琳娜綁架了吹雪士郎、新條琢磨與斯科里奧・帕提卡，並告訴弗洛伊與貝爾納多自己的過去後，派出了獵戶座財團代表「獵戶座暗影」，並與趙金雲選出的世界代表「趙金雲隊」（趙金雲自己取的）比賽。於第49話最終決戰後與日本隊重新比賽，在片尾曲中得知戰敗，雖然比數未知，最終拿到世界大賽亞軍。

#### 必殺戰術
- 極光波「オーロラウエーブ」【第36話~第37話】

#### 成員
弗洛伊・基爾加南（Furoi·Girikanan）　聲優：岡本信彦／久保田惠（幼少時）；張敦喻／邱佩轝（幼少時）；鍾見麟／劉惠雲（幼少時）
俄羅斯青少年隊，背號9號（世界代表背號：9號），位置中場/前鋒（MF/FW）（世界代表位置：FW），完美火花的隊長。
別稱「高貴的銀狼」（気高き銀狼）。
世界代表的成員之一。
動畫第22話正式登場。
一星的摯友，一星變成日本代表前，與弗洛伊等俄羅斯隊代表一起踢球。
雖然是獵戶座財團理事長的弟弟，但宣稱不能原諒財團的作法，是將A組所有選手資料都記在腦海裡的情報通。
於第24話當閃電日本隊在喀山克姆林宮觀光時跟蹤一星光並與之交談，表明自己已經知道一星光的真實身份且兩人的關係不會有所改變，只是普通的朋友。
於第25話時在貴賓席上觀看閃電日本與西班牙的比賽時，看見一星光使用必殺戰術「將軍」後得知原來這才是一星光現在的足球，但也覺得沒什麼。
於第36話時與閃電日本隊比賽期間不能容忍自己以外的隊員都聽從獵戶座財團的指示，因此在比賽期間離場。
於第38話加入獵戶座反抗軍。希望藉此將他很尊敬的哥哥喚醒。
於第40話與一星光前往獵戶座本營找貝爾納多確認法國食物中毒的事是不是他做的，後來得知是獵戶座的幕後使者搞得鬼。
於第43話看到貝爾納多被媽媽伊琳娜家暴感到恐懼。
於第46話得知已跟尤里和解。
於第47話以前鋒的位置出場。
必殺技（個人）: 聖潔驅動「イノセント・ドライブ」【第35話~第36話】、雙頭鷹「ダブルヘッド·イーグル」【第47話】
世界代表必殺技（個人）：聖潔驅動
馬利克・庫瓦貝爾（Mariku·Kuaberu）　聲優：小林由美子；邱佩轝；張頌欣
背號17號（世界代表背號：17號），獵戶座財團足球訓練員時為9號，位置中場/前鋒（MF/FW）（世界代表位置：DF）。
世界代表的成員之一。
首次登場於第33話時與稻森明日人見面，並希望他能成為獵戶座財團的使徒，後於第37話時代替維克托・些多夫上場，比賽期間覺得獵戶座財團的足球越踢越不舒服。比賽後才得知阿斯・伊納姆並非明日人。
於第38話在明日人和弗洛伊的勸告下決定加入獵戶座反抗軍。希望能以此方式報答曾經給予他希望的獵戶座財團。
在第39話答應新條琢磨，幫忙調查法國隊全員食物中毒事件及搜集證據。
於第47話以前鋒的位置出場。
必殺技（個人）：雙頭鷹「ダブルヘッド·イーグル」【第37話】
世界代表必殺技（合作）：達達尼昂之劍（魯斯、李浩）
阿斯・伊納姆/魯斯・卡西姆（Asu·Inamu/Rusu·Kashimu）　聲優：村瀨步；黃玉奇；黃積權
背號16號（世界代表背號：2號），位置中場/前鋒（MF/FW）（世界代表位置：DF）。
別稱「俄羅斯的稻森」（ロシアの稲森）。
世界代表的成員之一。
在第36話尾段以黑色頭巾遮著眼睛的形象登場，於第37話替補弗洛伊・基爾加南上場。由於髮型、髮色、身高、踢球風格都與稻森明日人一樣，同時又可以熟練地使出稻森明日人的個人必殺技，因此被在場所有人都認為其真實身份是稻森明日人。因其出現令所有日本隊的成員的情緒受到影響，所以在比賽期間其頭部被小僧丸用球狠狠地踢到而受傷下場。賽後向馬利克自稱自己為「魯斯・卡西姆」，是稻森明日人的替身，實際上是新條琢磨派來的，同時也是獵戶座反抗軍的成員。
於第41話得知真正的髮色為土黃色。
於第47話以前鋒的位置出場。
必殺技（個人）：閃光衝刺「イナビカリ・ダッシュ」【第37話】、閃耀飛鳥「シャイニングバード」【第37話】、聖潔驅動「イノセント・ドライブ」【第47話】
世界代表必殺技（合作）：友情的黃金神掌（圓堂、亞風爐、不動、李浩）、達達尼昂之劍（馬利克、李浩）
尤里・羅迪納（Yuri·Rodina）　聲優：河西健吾；宋昱璁；詹健兒
俄羅斯青少年隊，背號11號，位置前鋒/守門員（FW/GK）。
在第36話中當與其他隊員聽完弗洛伊對足球的信念後向弗洛伊道出自己和其他隊員與弗洛伊不一樣，必須聽從指令，認為若果自己和其他隊員不聽從獵戶座財團的命令的話，他們就無法留在隊裡。
在第37話時代替弗洛伊成為隊長。下半場比賽期間對小僧丸居然狠心用球踢自己的隊友的犯規行為感到震驚（因為他也以為阿斯・伊納姆是稻森明日人）。
在第46話得知已跟弗洛伊和解。
在第47話以守門員的位置出場。
必殺技（個人）: 戈蘭高峰「ツーマンデ・ゴラン」【第47話】
维克托・些多夫（Viktor·Sedov）　聲優：綿貫龍之介；陳卓智
俄羅斯青少年隊，背號8號，位置中場（MF）。
於第36話時弗洛伊要離場之際，認同了弗洛伊對足球的信念，與他一起離開。
歌藍・費西利亞（Goran·Veshiria）　聲優：田所陽向；李鎮然
背號1號，位置守門員/中場（GK/MF）。
於第47話以中場的位置出場。
必殺技（個人）: 戈蘭高峰「ツーマンデ・ゴラン」【第35話~第37話】
阿列克謝・特雷多夫（Alexei·Trepov）　聲優：未知；未知
背號2號，位置後衛（DF）。
拉米・雷米恩科（Rabi·Eremenko）　聲優：弘松芹香；未知
背號3號，位置後衛（DF）。
努耶迪・薩羅維（Nguyendi·Zaharov）　聲優：未知；未知
背號4號，位置後衛/中場（DF/MF）。
於第47話以中場的位置出場。
西蒙・奇托瓦（Simon·Zitowa）　聲優：久保田惠；未知
背號5號，位置中場（MF）。
卡爾・塞尼洛夫（Karl·Senilov）　聲優：布施川一寛；未知
背號6號，位置中場/後衛（MF/DF）。
於第47話以後衛的位置出場。
沙米爾・托貝科一（Shamir·Torbetkoy）　聲優：未知；未知
背號7號，位置中場/後衛（MF/DF）。
於第47話以後衛的位置出場。
扎魯・薩倫科（Zauru·Sarenko）　聲優：拝真之介；未知
背號10號，位置前鋒/後衛（FW/DF）。
於第47話以後衛的位置出場。
拉斯克・瓦格納（Lasker·Wagner）　聲優:新佑樹；未知
背號14號，位置前鋒/中場（FW/MF）。
於第37話代替受傷的阿斯・伊納姆上場。
於第47話以中場的位置出場。
馬爾・馬拉特（Marl Marat）　聲優:未知；未知
背號15號，位置中場（MF）。
Livin Drisco　聲優:未知；未知
完美火花的監督。

### 獵戶座財團
伊琳娜・基爾加南　聲優：井上喜久子；邱佩轝；沈小蘭
弗洛伊與貝爾納多的母親，瓦倫汀的妻子，獵戶座財團的幕後黑手，擁有非常無情的一面。
實際上是過去得知瓦倫汀的愛心被利用而感到不滿，但瓦倫汀選擇情願相信這個世界，讓她選擇認定瓦倫汀偽善，以及企圖顛覆世界。
於第43話正式登場，對貝爾納多實施家暴，讓弗洛伊感到恐懼。
於第44話利用強化護具打傷新條琢磨。
於第45話利用強化護具再次對貝爾納多家暴。在選手席中又利用強化護具，打傷金班・傑丹尼並且狠狠地將金班解僱，命令由烏拉基米爾擔任當意大利代表隊的監督。
於第47話偷偷在俄羅斯全部成員的手環上動手腳，並且試圖控制他們。另外，準備被新條琢磨、吹雪士郎和斯科里奧逮捕時，透露自己已經在整個球場上裝了炸彈，打算要和大家同歸於盡。
於第48話綁架了新條琢磨等三人，並派出獵戶座暗影與趙金雲隊比賽。
貝爾納多・基爾加南　聲優：細谷佳正；吳愷笛；關令翹
獵戶座財團的理事長，弗洛伊的哥哥。
因無法阻止日本，只好親自從幕後出馬，在第27話正式登場，撤換掉身為傀儡的家族管家古斯塔夫・尼科爾斯基，為了以免新條琢磨背叛，向新條宣稱要拉攏他的兒子當使徒。本質上並非冷酷無情之人。
在第40話裏從弗洛伊的回憶中得知其對過世的父親十分尊敬和希望能夠成為父親一樣為世人造福。之後答應一星光不會在比賽以外動手。
於第43話被母親伊琳娜遭到家暴，在日本對巴西的比賽中亦後悔下令要求巴西代表隊不擇手段地取勝。但由於其自幼已受到母親以暴力對待而對其畏懼，因此只能選擇服從母親的命令。
於第45話再次被伊琳娜家暴。
新條琢磨　聲優：三木真一郎；張敦喻；雷霆
稻森明日人的真正父親，財團理事長的貼身助理，從財團上一代理事長開始，輔佐至今。
在第32話要求吹雪士郎加入獵戶座財團成為正式的使徒，實際上是要求吹雪士郎加入獵戶座反抗軍，並且向吹雪士郎道出獵戶座財團的真相，是獵戶座反抗軍的首領。
在第37話救了沉睡中但之後會即將被轉移到精神操作階段的稻森明日人。
在第38話向明日人道出獵戶座財團的真相。
在第39話委託馬利克幫忙調查法國隊全員食物中毒事件。
在第44話被伊琳娜打傷。並且已被伊琳娜發現他的真面目。
在第46話被明日人懷疑是不是父親。
於第47話與吹雪士郎潛入獵戶座財團內部。
於第48話與吹雪士郎和斯科里奧·帕提卡被伊琳娜綁架。
於第49話與明日人相認。
瓦倫汀・基爾加南　聲優：相澤正輝；李錦綸
弗洛伊與貝爾納多的父親，伊琳娜的丈夫，獵戶座財團的創辦人及前任理事長。
現在已經去世。
稻森真人/烏拉基米爾　聲優：木內秀信；劉昭文
稻森明日人之假父，是獵戶座財團為了引誘稻森明日人而派來的假父親，其真實身份是獵戶座財團的一名特工，「稻森真人」是假名字，其真實名字為「烏拉基米爾」。
參考意大利代表「女王守護者(ガーディアンズオブクイーン)」及獵戶座財團代表「獵戶座之影（ツヤドウ•オブ•オリオソ）」
於第28話首次登場。
於第29話告訴明日人自己的假過去。
於第30話至第32話觀看明日人的比賽。
於第33話在明日人拒絕成為獵戶座使徒離開時，派人將明日人迷昏，並將明日人帶走，強迫明日人成為獵戶座使徒。
於第45話成為義大利代表的新監督。
於第48話與影山零治率領獵戶座財團代表「獵戶座暗影」與世界代表比賽。
影山零治　聲優：佐佐木誠二；鄒韋；陳欣
帝國學園足球部的監督。
於第46話正式登場。
於第48話與烏拉基米爾率領獵戶座財團代表「獵戶座暗影」與世界代表比賽。
參考獵戶座財團代表「獵戶座之影（ツヤドウ•オブ•オリオソ）」
古斯塔夫・尼科爾斯基　聲優：大塚芳忠；盧國權
基爾加南家族的管家，用作貝爾納多方便幕後行動的傀儡，一直都無法阻止日本繼續前行，在第27話被貝爾納多命令撤換下來。

### 其他角色
角馬王將　聲優：稻田徹；宋昱璁；陳永信、葉振聲（代配）
亞洲區預選賽的實況播報員。
世界大賽本戰小組賽，被邀請擔任解說員，但常常搶了播報員的工作。
一星充　聲優：藤原夏海（幼少時）；邱佩轝（幼少時）；謝潔貞（幼少時）
一星光的哥哥，約大弟弟兩歲（若現在還活著的話會是國中三年級）。
擁有天才般的身體能力的足球選手，但有時會憑著氣勢亂來。和弟弟的感情相當要好，並彼此約定兩人要一起站上世界的舞台。
小學五年級時在連環車禍中救出弟弟後身亡，但弟弟一星光無法接受其已死亡的事實而產生出一星充的人格。
紀村陽介　聲優：木村良平；張錦江
世界足球月刊的記者。
在第10話中，當圓堂守離開警察局後邀約他喝咖啡，並向圓堂告知一星的過往。
壁山塀吾郎　聲優：田野惠；邱佩轝；李錦綸
原雷門中學成員，現美濃道三的強化委員。
日本隊在亞洲預賽中以觀眾的身份觀摩。
栗松鐵平　聲優：日野未步；張雅婕；林丹鳳
原雷門中學成員。
日本隊在亞洲預賽中以觀眾的身份觀摩。
雨宮太陽　聲優：村瀨迪與；邱佩轝；凌晞
在第9話以小時候的身份，和野坂悠馬見面。
無敵原富士丸/李好/李子文　聲優：寺崎裕香；邱佩轝；魏惠娥
無敵原富士丸和李子文都是假名，他的本名是李好，是趙金雲的助手，也是中國隊的王牌。
參考中國代表「足球雜技團(足球雑技団)」及日本代表 「閃電日本(イナズマジャパン)」
在第1話和第4話以一人之力輕鬆贏過明日人等人。
後來在第15話被冰浦碰巧發現無敵原富士丸的真面目。
馬斯坦・藍多　聲優：四宮豪；翟耀輝
FFI世界大賽實況播報員。戴著紅色的眼鏡和一頭棕色的頭髮。

## 世紀之戰【第48話－第49話】
由於第48話伊琳娜・基爾加南派出了獵戶座財團代表「獵戶座之影」，並與趙金雲選出的世界代表「趙金雲S」（趙金雲自己取的）比賽。 獵戶座之影十分強大，使上半場馬上就由獵戶座之影以3-0領先，並繼續持續著比賽，在第49話趙金雲S所有成員透過羈絆的力量，最終以明日人等5人使用必殺技同時射門以4-3戰勝獵戶座之影。

#### 獵戶座財團代表「獵戶座之影（シャドウ・オブ・オリオン）」
隊伍經歷
伊琳娜・基爾加南的直屬獵戶座使徒菁英部隊，於第49話與趙金雲S以3-4戰敗，且全員都被所明日人感化。
由利加・貝歐魯　聲優：潘惠美；張雅婕；陳皓宜
背號10號，位置前鋒（FW）。
獵戶座暗影的隊長。
綁著雙馬尾的神秘人物，於第46話正式登場，於第47話觀看決賽，第48話正式現身，為弗洛伊的青梅竹馬的女孩子。
於第49話與明日人約定好再一起踢足球。
必殺技（個人）: 獵戶座•交叉毒蛇「オリオン・クロスバイパー」【第48話~第49話】、黑暗領域「ブラックフィールド」【第49話】
普羅基翁　聲優：大柏貴揮；未知
背號1號，位置守門員（GK）。
能用周圍的氣流將豪炎寺與可萊里昂的必殺技彈開並傳給由利加。
姓名參考自南河三（プロキオン，Procyon）。
必殺技（個人）: 黑暗屏壁「ブラックシールド」【第49話】
達比特　聲優:新祐樹；陳灝瑋
背號2號，位置後衛（DF）。
姓名參考自參旗六（タビト，Tabit）。
梅莎　聲優:瀬米；未知
背號3號，位置後衛（DF），女性。
姓名參考自觜宿一（メイサ，Meissa）。
賽夫　聲優:未知；未知
背號4號，位置後衛（DF）。
姓名參考自參宿六（サイフ，Saiph）。
阿努尼塔克　聲優:未知；未知
背號5號，位置中場（MF）。
姓名參考自參宿一（アルニタク，Alnitak）。
阿努尼納姆　聲優:未知；未知
背號6號，位置中場（MF）。
姓名參考自參宿二（アルニラム，Alnilam）。
米塔卡　聲優:弘松芹香；何寶珊
背號7號，位置中場（MF）。
姓名參考自參宿三（ミンタカ，Mintaka）。
貝拉特里克斯　聲優:武田太一；未知
背號8號，位置中場（MF）。
姓名參考自參宿五（ベラトリックス，Bellatrix）。
里格魯　聲優:布施川一寛；未知
背號9號，位置中場（MF）。
姓名參考自參宿七（リゲル，Rigel）。
貝特魯吉斯　聲優:田中進太郎；未知
背號11號，位置前鋒（FW）。
姓名參考自參宿四（ベテルギウス，Betelgeuse）。
Sirius
背號14號，位置後衛（DF）。
姓名參考自天狼星（シリウス，Sirius）。
Kappa
背號15號，位置中場（MF）。
Hatysa
背號17號，位置中場（MF）。
姓名參考自伐三（ハチサ，Hatysa）。
影山零治　聲優:佐佐木誠二；陳欣
獵戶座之影的監督，雖說是獵戶座方的監督，但以中立的視角觀察比賽，趙金雲的足球啟蒙老師，也是將趙金雲帶入足球領域的人。
烏拉基米爾　聲優:木內秀信；劉昭文
獵戶座之影的教練。

#### 獵戶座財團
伊琳娜・基爾加南　聲優：井上喜久子；沈小蘭
弗洛伊與貝爾納多的母親，獵戶座財團的幕後黑手，擁有非常無情的一面。
實際上是過去得知瓦倫汀的愛心被利用而感到不滿，但瓦倫汀選擇情願相信這個世界，讓她選擇認定瓦倫汀偽善，以及企圖顛覆世界。
於第43集正式登場，對貝爾納多實施家暴，讓弗洛伊感到恐懼。
於第44集利用強化護具打傷新條琢磨。
於第45集利用強化護具再次對貝爾納多家暴。在選手席中又利用強化護具，打傷金班並且狠狠地將金班解僱，命令由烏拉基米爾擔任當意大利代表隊的監督。
於第47集偷偷在俄羅斯全部成員的手環上動手腳，並且試圖控制他們。另外，準備被新條琢磨、吹雪士郎和斯科里奧逮捕時，為了預防這件事發生自己早就已經在整個球場上裝了炸彈。
於第48集綁架新条琢磨等三人。
於第49集被逮捕。

#### 反獵戶座財團
貝爾納多・基爾加南　聲優：細谷佳正；關令翹
獵戶座財團的理事長，弗洛伊的哥哥。
現在已經倒戈反獵戶座財團。
因無法阻止日本，只好親自從幕後出馬，在第27集正式登場，撤換掉身為傀儡的家族管家古斯塔夫，為了以免新條背叛，向新條宣稱要拉攏他的兒子當使徒。本質上並非冷酷無情之人。
在第40集裏從弗洛伊的回憶中得知其對過世的父親十分尊敬和希望能夠成為父親一樣為世人造福。之後答應一星光不會在比賽以外動手。
於第43集被母親伊琳娜遭到家暴，在日本對巴西的比賽中亦後悔下令要求巴西代表隊不擇手段地取勝。但由於其自幼已受到母親以暴力對待而對其畏懼，因此只能選擇服從母親的命令。
於第45集再次被伊琳娜家暴。
於第48集向弗洛伊告知獵戶座之影隊的本質。
於第49集在伊琳娜被逮捕後本來要自首，但被伊琳娜阻止，並被託付重建獵戶座財團。
新條琢磨　聲優：三木真一郎；雷霆
稻森明日人的真正父親，財團理事長的貼身助理，從財團上一代理事長開始，輔佐至今。
在第32集要求吹雪士郎加入獵戶座財團成為正式的使徒，實際上是要求吹雪士郎加入獵戶座反抗軍，並且向吹雪士郎道出獵戶座財團的真相，是獵戶座反抗軍的首領。
在第37集救了沉睡中但之後會即將被轉移到精神操作階段的稻森明日人。
在第38集向明日人道出獵戶座財團的真相。
在第39集委託馬利克幫忙調查法國隊全員食物中毒事件。
在第44集被伊琳娜打傷。並且已被伊琳娜發現他的真面目。
在第46集被明日人懷疑是不是父親。
於第47集與吹雪士郎潛入獵戶座財團內部，發現伊琳娜的真相，並不是用足球來打生意，而是要與世界發起革命交易。
於第48話與吹雪士郎和斯科里奧·帕提卡被伊琳娜綁架。
於第49話與明日人相認並一起回到伊那國島，預備再回到俄羅斯與貝爾納多重建獵戶座財團。
斯科里奧・帕提卡（Scorio·Pampietta）　聲優：河本邦弘；陳欣
閃電日本的導遊，與妹妹梅拉妮亞都是國際刑警的調查員。
於第48話與新條琢磨和吹雪士郎被伊琳娜綁架。
於第49話逮捕伊琳娜。
梅拉妮亞・帕提卡（Melania·Pampietta）　聲優：堀井千砂；未知
無敵巨人的導遊，斯科里奧的妹妹，國際刑警的調查員。
於第49話逮捕伊琳娜。
娜塔莎（Natasha）　聲優：大井麻利衣；凌晞
棕色頭髮的女孩，偶爾與趙金雲一起旅行，其真實身份為國際刑警的調查員。
於第49話逮捕伊琳娜。

## 前傳：日西親善賽

### 雷門中學
全員於親善賽後打散至日本各校擔任強化委員（一之瀨和土門除外），於獵戶座的刻印49話世界大賽結束後全員回歸雷門中學。

#### 成員
圓堂 守　聲優：竹內順子
背號1號，位置守門員（GK），現利根川東泉中強化委員。
別稱「傳說的守門員」（伝説のゴールキーパー）。
必殺技（個人）：魔神的右手
必殺技（合作）：閃電爆破（豪炎寺＆鬼道）
風丸一郎太　聲優：西墻由香
背號2號，位置後衛（DF），現帝國學園強化委員。
別稱「蒼藍的疾風」（蒼き疾風）。
必殺技（合作）：鳳凰展翅（一之瀨&土門）
壁山塀吾郎　聲優：田野惠
背號3號，位置後衛（DF），現美濃道三中強化委員。
別稱「善良的巨人」（心優しき巨人）。
必殺技（個人）：大岩壁
影野仁　聲優：中村悠一
背號4號，位置後衛（DF）。
栗松鐵平　聲優：日野未步
背號5號，位置後衛（DF）。
半田真一　聲優：下野紘
背號6號，位置中場（MF）。
少林寺步　聲優：城雅子
背號7號，位置中場（MF）。
宍戶佐吉　聲優：奈良徹
背號8號，位置中場（MF）
松野空介　聲優：小平有希
背號9號，位置中場（MF）。
豪炎寺修也　聲優：野島裕史
背號10號，位置前鋒（FW），現木戶川清修中強化委員。
別稱「傳說的王牌前鋒」（伝説のエースストライカー）。
必殺技（個人）：烈焰龍捲風
必殺技（合作）：閃電爆破（圓堂&鬼道）
染岡龍吾　聲優：加瀨康之
背號11號，位置前鋒（FW），現白戀中強化委員。
目金欠流　聲優：加藤奈奈繪}
背號12號，位置前鋒（FW）。
土門飛鳥　聲優：金野潤
背號13號，位置後衛（DF），日西親善賽慘敗後，隨即與一之瀨回美國，參加美國代表隊測試。
必殺技（合作）：鳳凰展翅「ザ･フェニックス」（一之瀨&風丸）
鬼道有人　聲優：吉野裕行
背號14號，位置中場（MF），現星章學園強化委員。
必殺技（合作）：閃電爆破（圓堂&豪炎寺）
一之瀨一哉　聲優：梶裕貴
背號16號，位置中場（MF），日西親善賽慘敗後，隨即與土門回美國，參加美國代表隊測試。
必殺技（合作）：鳳凰展翅（風丸&土門）
響木正剛　聲優：有本欽隆
原雷門中學足球部的監督，現利根川東泉中強化委員兼監督。
木野秋　聲優：折笠富美子
原雷門中學足球部的經理人，現利根川東泉中強化委員兼經理人。
音無春奈　聲優：佐佐木日菜子；黃玉奇
原雷門中學足球部的經理人，現星章學園強化委員兼經理人。
雷門夏未　聲優：小林沙苗
原雷門中學足球部的經理人，現雷門中學強化委員兼世界賽日本代表情報員。

### 巴塞隆拿之珠
巴塞隆拿之珠（Barcelona Orb）
隊名是基於現實生活中的足球隊，西班牙的的足球俱樂部巴塞隆納
西班牙少年聯盟優勝隊，在閃電十一人Reloaded中與雷門中學進行友誼賽。

#### 成員
可萊里昂・奧帆（Clario Orvan）　聲優：安元洋貴
背號10號，位置中場（MF）。
巴塞隆拿之珠的隊長。
對上雷門隊踢進13分之中的9分，不管是普通射門還是必殺技，都讓圓堂在被進球時才做出反應，甚至普通射門就能完全擊敗圓堂的魔神的右手。
必殺技（個人）：鑽石之光
阿隆索・法比安諾（Alonso Fibiano）　聲優：宮田幸季
背號1號，位置守門員（GK）。
能用一支食指輕鬆擋下豪炎寺全力踢出的烈焰龍捲風，甚至跳起來用雙腳踩踏就能輕鬆擋下雷門最強的射門閃電裂破。
奧斯卡・艾吉特（Oscar Agito）
背號2號，位置後衛（DF）。
費德里科・達茲羅（Federico Dazzlo）
背號3號，位置後衛（DF）。
格雷格利歐・哈巴羅（Gregorio Habaro）
背號4號，位置後衛（DF）。
丹尼爾・馬德羅內（Daniel Madrone）
背號5號，位置後衛（DF）。
魯班・博科（Lubern Boigk）
背號6號，位置中場（MF）。
特蘭西・科內特（Trancy Cornet）
背號7號，位置中場（MF）。
多納爾・高帝（Donel Gotti）
背號8號，位置中場（MF）。
路德・凡達姆（Luther Fandam）　聲優：北田理道
背號9號，位置前鋒（FW）。
貝加莫・雷格爾（Bergamo Regult）　聲優：新祐樹
背號11號，位置前鋒（FW）。

## 其他人
轟伝次郎　聲優：三宅健太；葉振聲
少年足球協會理事長。
袴田　聲優：金尾哲夫
鬼道家的廚師。
豪炎寺夕香　聲優：城雅子
豪炎寺修也的妹妹。
滝田あつし　聲優：岩田光央
髮型師。

## 註解
1. ↑  第一次使用這個招式時，它並沒有一個正確的名稱，因為它是一個非預期的組合結果。如果沒有吉良浩人的介入，只會有惡魔企鵝這個招式。第一次使用時招式的名稱為:企鵝．神．惡魔。
2. ↑  第一次使用這個招式時，它並沒有一個正確的名稱，因為它是一個非預期的組合結果，由於吉良浩人在灰崎凌兵使用魔鬼企鵝時，介入使用了自己的招式，進而組合成這個招式。第一次使用時招式的名稱為:神魔企鵝。

## 外部連結
- 閃電十一人 獵户坐的刻印 動畫版官網 （页面存档备份，存于）（日語）
- 「閃電十一人」系列官方的X（前Twitter）（日語）